# Wittstock/Dosse
Wittstock/Dosse is een gemeente in de Duitse deelstaat Brandenburg, gelegen in de Landkreis Ostprignitz-Ruppin. De stad telt 14.007 inwoners.

## Plaatsen in de gemeente Wittstock
Volgens de hoofdgemeenteverordening (Hauptsatzung) van de gemeente draagt deze de officiële naam Stadt Wittstock/Dosse. Volgens artikel 3, lid 1 van deze Hauptsatzung bestaat de gemeente uit de stad Wittstock zelf, met eind 2023 bijna 9.600 inwoners, en 18 Ortsteile:
- 1. Babitz
- 2. Berlinchen
- 3. Biesen, met Gemeindeteile Eichenfelde en Heinrichsdorf
- 4. Christdorf
- 5. Dossow
- 6. Dranse
- 7. Fretzdorf
- 8. Freyenstein, met Gemeindeteil Neu Cölln
- 9. Gadow
- 10. Goldbeck
- 11. Groß Haßlow, met Gemeindeteile Klein Haßlow en Randow
- 12. Niemerlang, met Gemeindeteile Tetschendorf en Ackerfelde
- 13. Rossow
- 14. Schweinrich
- 15. Sewekow
- 16. Wulfersdorf
- 17. Zempow
- 18. Zootzen

Bijna al deze Ortsteile zijn plattelandsdorpen, voorheen zelfstandige gemeentes, met eind 2023 ieder minder dan 400 inwoners. Babitz en Biesen werden in 1993 bij de gemeente Wittstock gevoegd; bij een andere gemeentelijke herindeling,  op 26 oktober 2003, kwamen de andere plaatsjes daarbij.

### Bijzonderheden over deOrtsteilevan Wittstock/Dosse
- 1. Babitz; 2 km O
- 2. Berlinchen; 12 km NO; reeds in 1274 als klein Berlijn in een document vermeld; in de nabijheid heeft ook een dorp Groß Berlin, Groot Berlijn gelegen; de betekenis van de plaatsnaam is Slavisch voor: drassig land; ook de elders gelegen Duitse hoofdstad Berlijn dankt aan zo'n moeras zijn naam.
- 3. Biesen, met Gemeindeteile Eichenfelde en Heinrichsdorf; 3 km N; K
- 4. Christdorf; 10 km Z
- 5. Dossow; 6 km ZO; met klein station
- 6. Dranse; 10 km NO en 3 km O van Berlinchen; met twee oude watermolens, de Walkmühle en de Kuhlmühle; te midden van enige meren
- 7. Fretzdorf; 11 km ZZO; met klein station; aan de A 24; K
- 8. Freyenstein, met eind 2023 734 inwoners het duidelijk grootste Ortsteil; 17½ km NNW; K; voormalig stadje; zie verder onder Bezienswaardigheden.
- 9. Gadow; 10 km ZO, 4 km ten O van Dossow
- 10. Goldbeck; 3 km ZO; met oud kasteel; K
- 11. Groß Haßlow (K), met Gemeindeteile Klein Haßlow en Randow; resp. 5½, 2½ en 6 km NO; Randow ligt 2 km ten N van Groß Haßlow.
- 12. Niemerlang, met Gemeindeteile Tetschendorf en Ackerfelde; resp. 14½, 13 en 10 km NW; Ackerfelde is een rond 1815 ontwikkelde heidekolonie.
- 13. Rossow; 16 km ZO; tot 1937 een Mecklenburgse exclave in Brandenburg; K met retabel uit 1306 en wandschilderingen uit 1520
- 14. Schweinrich; 10 km O; K
- 15. Sewekow; 19 km NO; op de grens met Mecklenburg-Voor-Pommeren
- 16. Wulfersdorf; 11 km NNW
- 17. Zempow; hemelsbreed 20, over de weg 25 km NO; op de grens met Mecklenburg-Voor-Pommeren
- 18. Zootzen; 5 km OZO

De letter K bij de plaatsnaam geeft aan, dat in het dorp een historisch kerkgebouw staat. 2 km O betekent: 2 kilometer ten oosten van het centrum van het stadje Wittstock.

## Geografie, infrastructuur

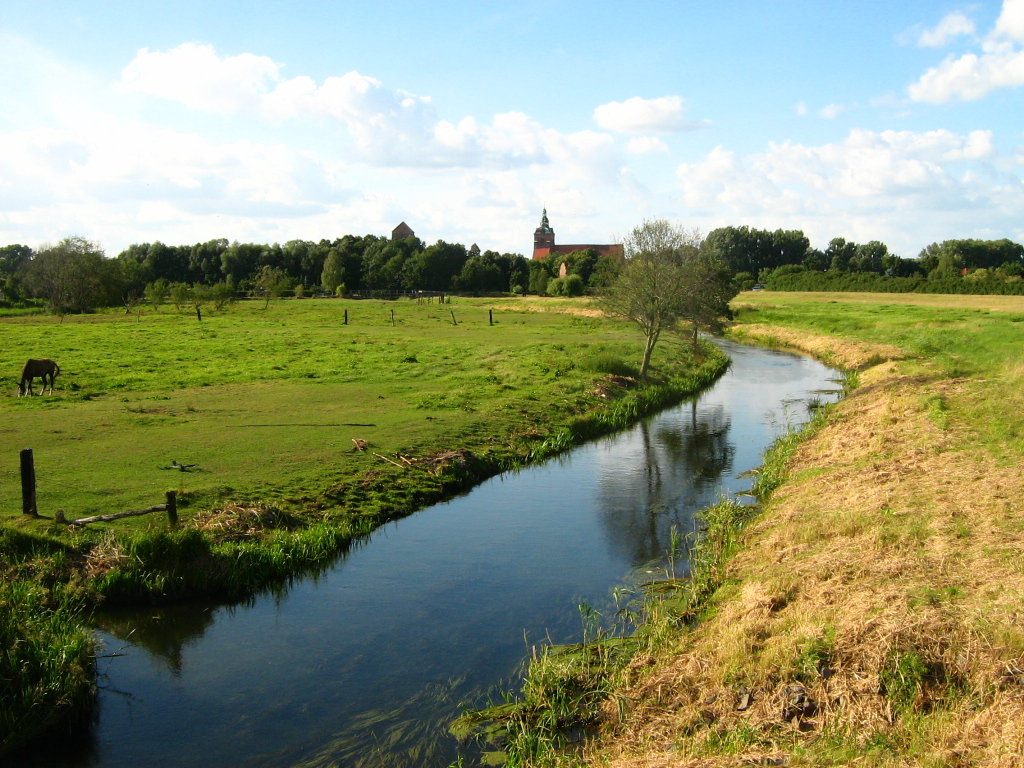
De Dosse nabij Wittstock
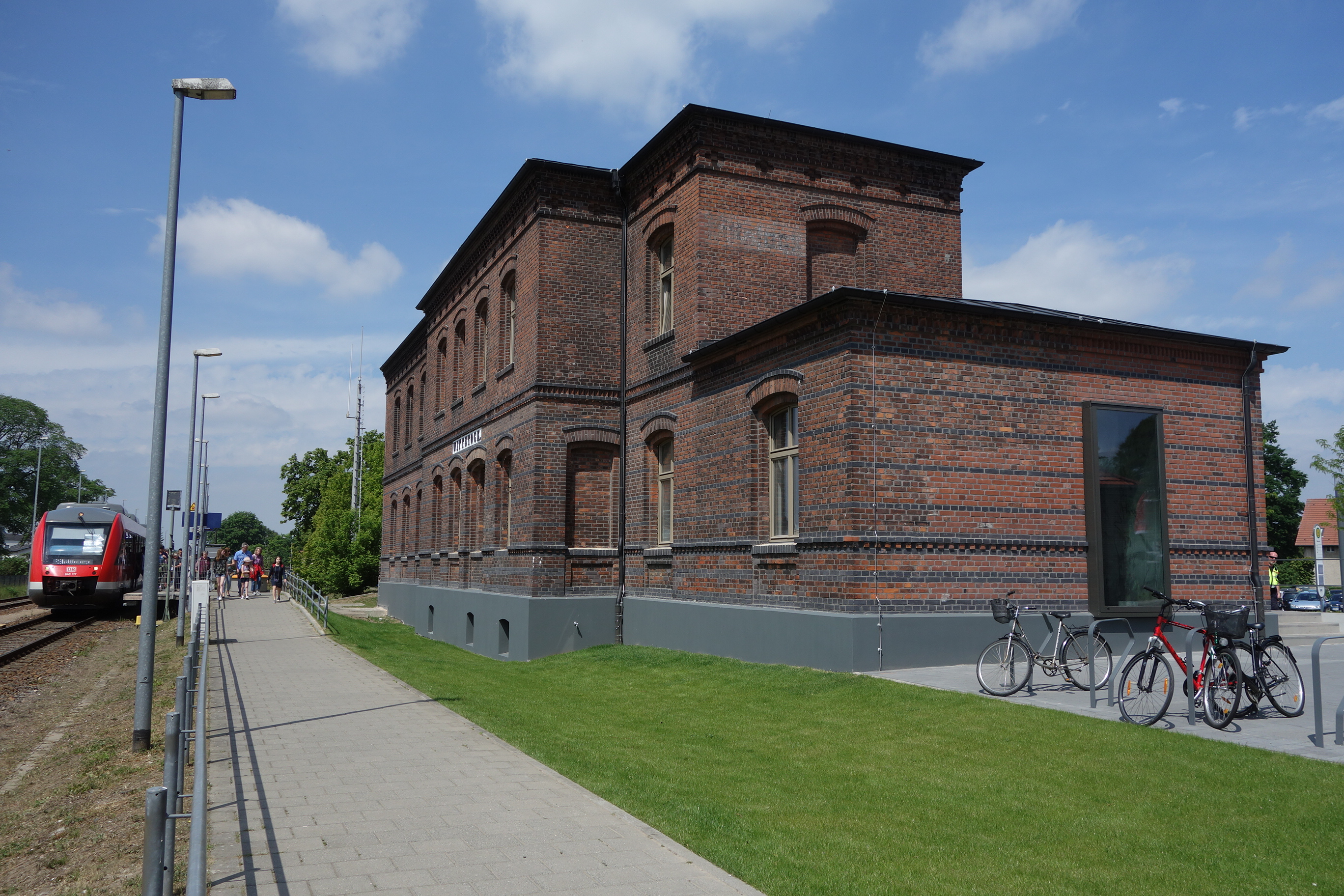
Stationsgebouw uit 1885
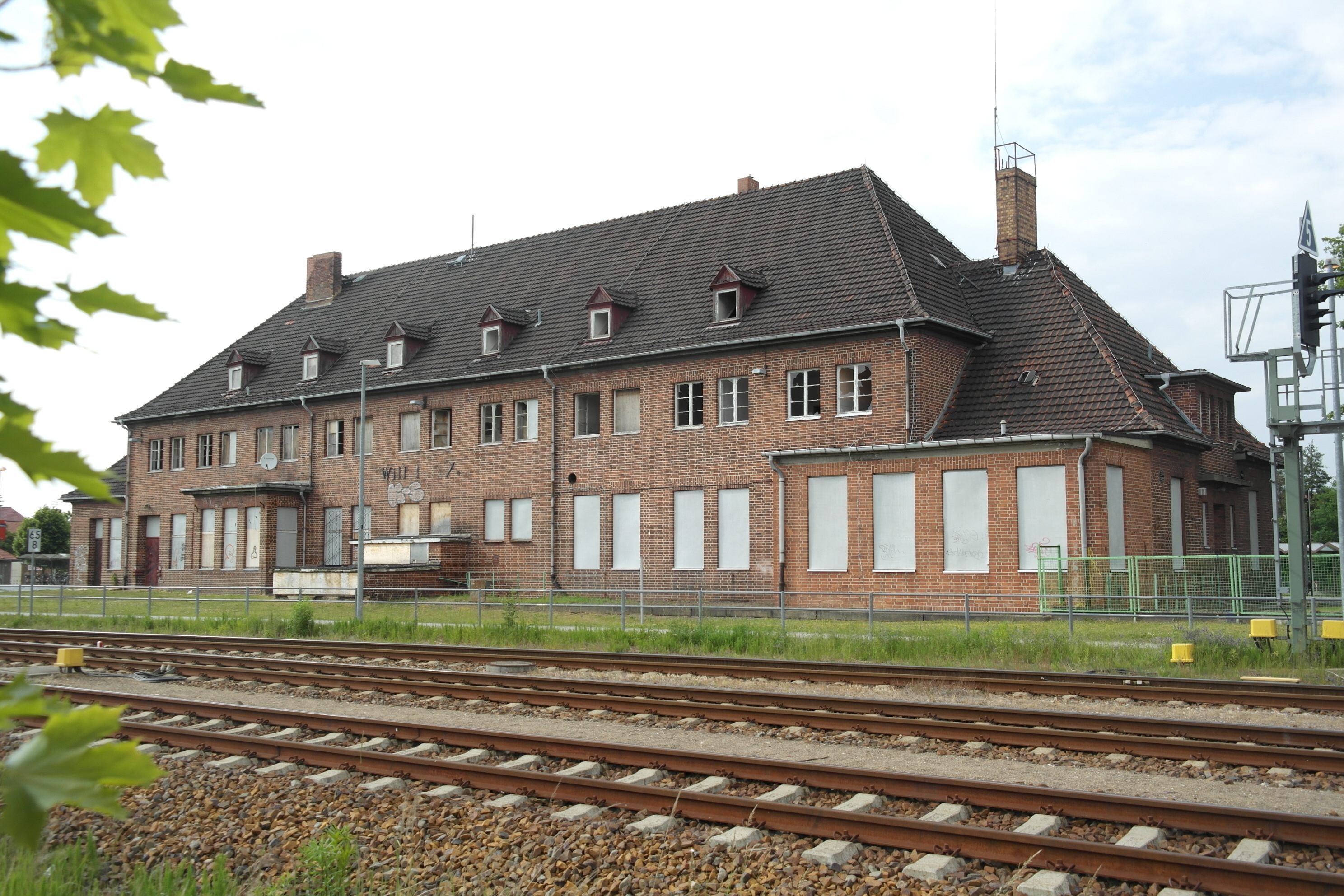
Stationsgebouw uit 1938
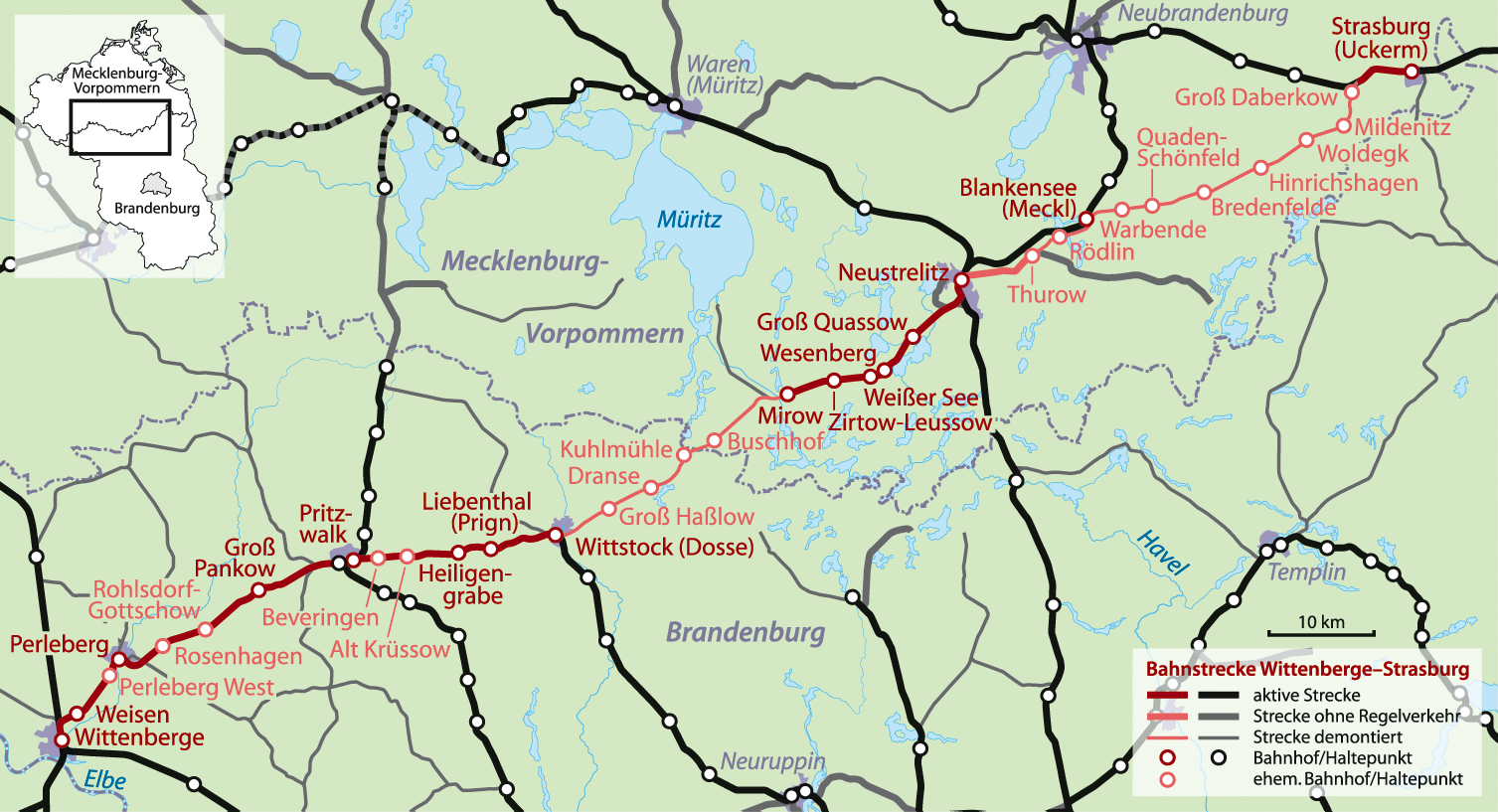
Spoorlijn Wittenberge-Wittstock

Wittstock ligt in het oosten van Duitsland, in de deelstaat Brandenburg, in de Landkreis Ostprignitz-Ruppin.
Wittstock/Dosse heeft een oppervlakte van 417,20 km² en is dus qua oppervlakte een van de grootste steden in Duitsland, terwijl het uit twee stadjes en vele kleine dorpen bestaat. De gemeente ligt in het oostelijke gedeelte van de oude landstreek Prignitz, die grotendeels in de meer westelijk gelegen Landkreis Prignitz ligt, zie aldaar.
De plaats ligt aan de middenloop van de Dosse, een 96 km lange rechter zijrivier van de Havel, historisch de oostelijke begrenzing van de Prignitz. Ten oosten van Wittstock liggen uitgestrekte bossen en heidevelden.
Het ten noordwesten van Wittstock gelegen Ortsteil Freyenstein ligt niet ver ten zuiden van het Mecklenburger Merenplateau (de Mecklenburger Seenplatte).

### Naburige gemeentes
- In het oosten: Rheinsberg en Neuruppin
- In het zuiden: dorpen in het Amt Temnitz; de stad Kyritz
- In het westen: Heiligengrabe
- In het noorden, in Mecklenburg-Voor-Pommeren: Röbel/Müritz, bij het meer Müritz, en Plau am See.

### Verkeer
Direct ten zuiden van de plaats komen de Autobahn A 24 en de Autobahn A 19 samen op het knooppunt Dreieck Wittstock/Dosse. Aan de A 19 ligt afrit 20 naar Wittstock; deze kruist hier de Bundesstraße 189, die naar o.a. het 14 km  ten westen van Wittstock gelegen stadje Pritzwalk leidt. Afrit 21 van de A 24 ligt dicht bij Fretzdorf, 10 km ten zuid-zuidoosten van de stad Wittstock.
Wittstock heeft sinds 1885 een spoorwegstation, Bahnhof Wittstock (Dosse), aan twee lokaalspoorlijntjes naar respectievelijk Kremmen, niet ver ten noordwesten van Berlijn, en naar Wittenberge. Beide lijntjes zijn ietwat verouderd en zullen, als de plannen doorgaan, in de jaren tot 2037 opgeknapt en geëlektrificeerd worden. De beide stationsgebouwen en enkele spoorwegloodsen staan onder monumentenzorg. Aan het enkelsporige spoorlijntje naar Kremmen hebben de plaatsjes Dossow en Fretzdorf nog stopplaatsen; deze stationnetjes liggen respectievelijk 5½ en 11 km van station Wittstock (Dosse) vandaan. Incidenteel rijden streekbussen door de gemeente, onder andere van Wittstock via Freyenstein naar Meyenburg v.v..

## Economie
Ten westen van het stadje Wittstock, aan afrit 20 van de A 19, waar deze de B189 kruist, ligt een industrieterrein, waar ondernemingen van lokaal en regionaal midden- en kleinbedrijf zijn gevestigd. Ook Fretzdorf heeft aan de A 24 een klein bedrijventerrein voor met name distributiecentra e.d..
Aan de noordkant van de stad, bij Alt Daber, bevindt zich een groot zonnepanelenpark. Het werd in 2011 op het terrein van het vroegere militaire vliegveld gebouwd.
Nu sinds 2010 het gevaar van grote overlast door militaire activiteiten is geweken, zet de gemeente in op een verder te ontwikkelen toerisme, vooral gericht op wandelaars, fietsers en andere natuurliefhebbers.

## Geschiedenis

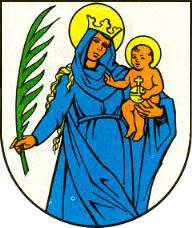
Stadswapen van Freyenstein
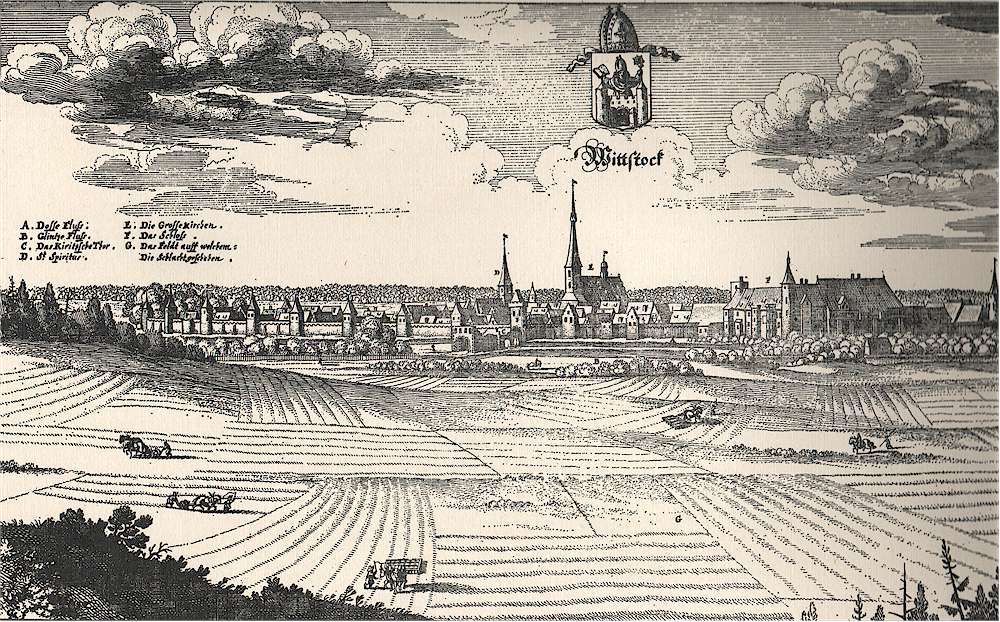
Wittstock, Merian-prent uit omstreeks 1650
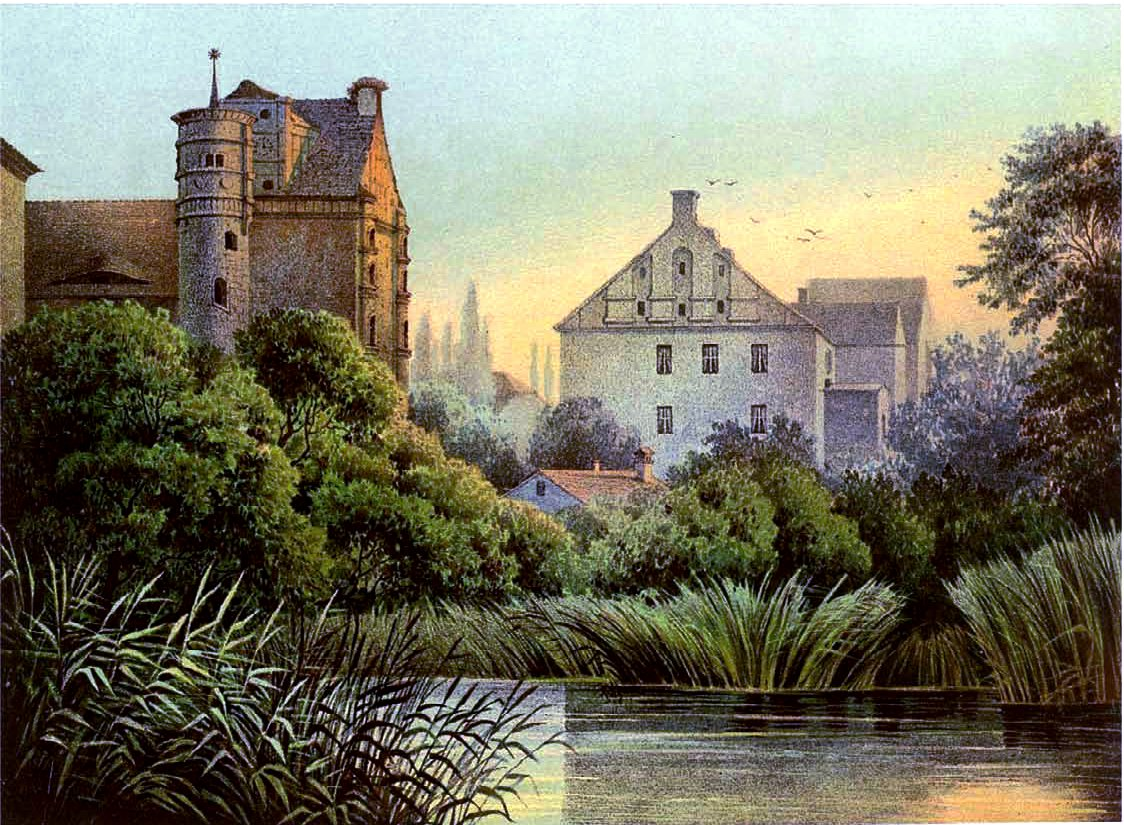
Het Alte (links) en het Neue Schloss te Freyenstein, prent uit omstreeks 1860
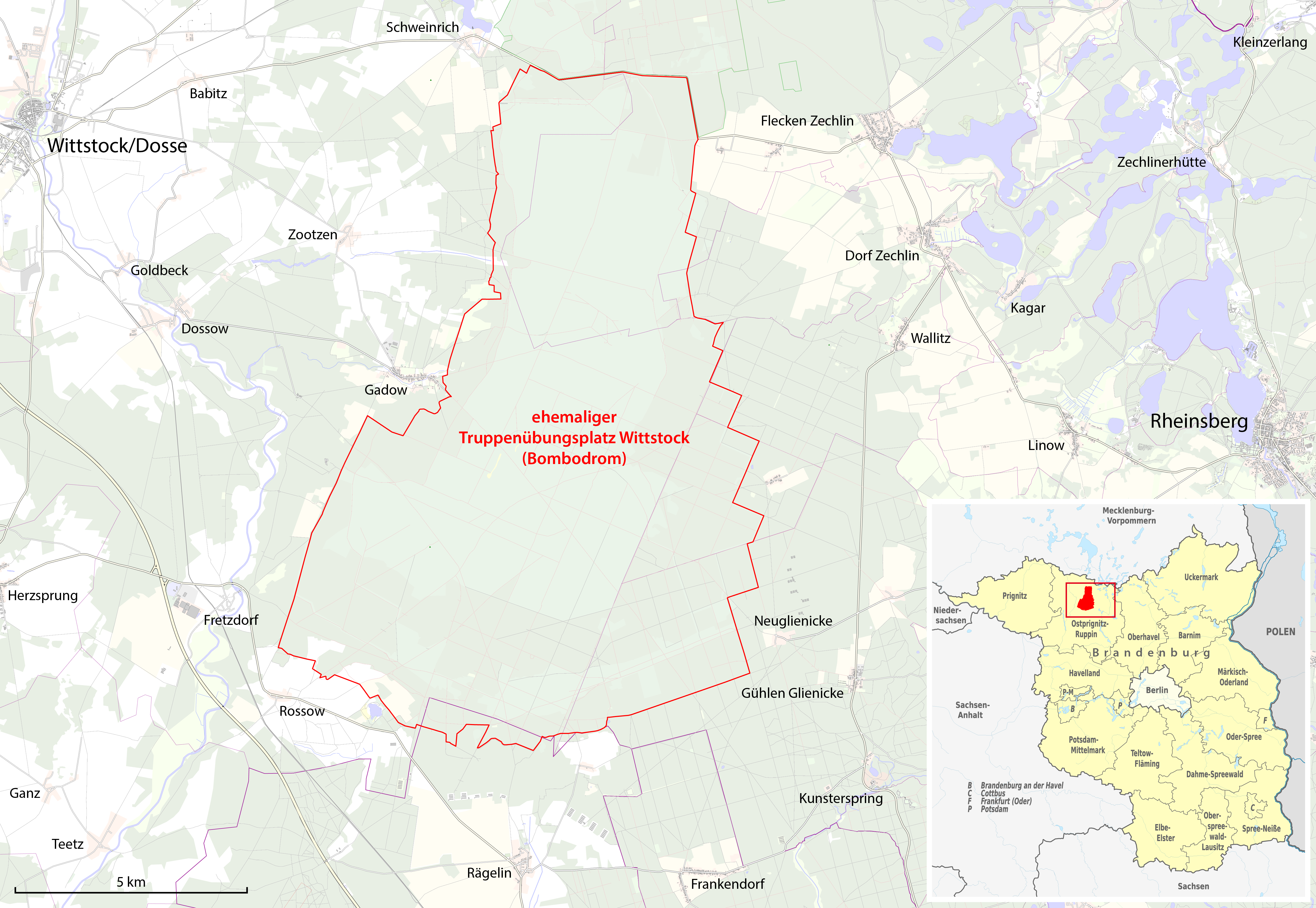
Locatie voormalig militair terrein Bombodrom

In 946 wordt Wittstock, een oude Slavische nederzetting in het, in 948 officieel ontstane, Bisdom Havelberg, voor het eerst in een document vermeld.
Wittstock kreeg in 1284 stadsrechten. Van 1271 tot de Reformatie was de Alte Bischofsburg te Wittstock de zetel van de bisschoppen van Havelberg. Hoewel een groot deel van de stad in de Dertigjarige Oorlog (1618-1648), o.a. bij de door de Zweeds-protestantse coalitie gewonnen Slag bij Wittstock van 1636,  werd verwoest, zijn de oorspronkelijke stadsmuren bijna geheel intact gebleven, met één behouden poort - de Gröper Tor. In 1638 was de halve bevolking van het toen 3.000 inwoners tellende Wittstock omgekomen door een pestepidemie.
Andere rampen, die Wittstock in de loop der eeuwen troffen, waren een aardbeving in april 1410, en grote branden in 1495 en 1716.
Als gevolg van de Reformatie in de 16e eeuw ging de bevolking van de gemeente massaal over tot het evangelisch-lutherse protestantisme. Tot op de huidige dag zijn verreweg de meeste christenen in Wittstock e.o. deze gezindte toegedaan. Dat geldt, tenzij anders aangegeven, ook voor de in dit artikel vermelde kerkgebouwen.
In 1885 verkreeg Wittstock aansluiting op het spoorwegnet. In 1933, ten tijde van de nazi's, requireerde de SS de kelder van een voormalige tuberculosekliniek in Alt Zaber, ten noorden van het centrum, en richtte er een van de eerste concentratiekampen in; er werden socialisten en communisten opgesloten,  die na enkele weken al werden overgeplaatst naar Oranienburg. Gedurende de Tweede Wereldoorlog was er in Wittstock een parachutistenopleiding van de Wehrmacht gevestigd; de stad had van 1938 tot 1994 een militair vliegveld, een Fliegerhorst. Een tegen het station van de stad gericht Geallieerd luchtbombardement op 22 februari 1945 kostte 50 mensen het leven. Kort daarna werd de stad bezet door troepen van het Russische Rode Leger. Zoals in veel steden in de voormalige DDR, staan er in en om Wittstock talrijke gedenktekens voor tijdens het nazi-regime omgekomen joden, verzetsstrijders, communisten e.d..
De gemeente maakte van 1949 tot 1990 deel uit van de DDR. Het Rode Leger had er tot 1994 een kazerne. Van 1968 tot 1990 was er een VEB gevestigd, dat zich met textielproductie bezighield. In 1989 werkten daar nog 2.800 mensen. De laatste opvolgende textielfabriek hield tegen de Aziatische concurrentie niet langer stand dan tot 1997. De Oost-Duitse regisseur Volker Koepp maakte van 1975 tot 1997 zeven documentaires over Wittstock en zijn textielindustrie, die aan de hand van de levensbeschrijving van drie arbeidsters uit de stad een interessant overzicht bieden van deze periode en van het dagelijks leven in het stadje Wittstock.
In 2019 vond te Wittstock de Landesgartenschau van de deelstaat Brandenburg plaats, wat aanleiding was om overal in de gemeente gebouwen, wegen en groenvoorzieningen op te knappen.

### Freyenstein
In 1263 besloten de heren van de Mark Brandenburg, een grensvesting tegen die van Mecklenburg te stichten, Virgenstene. De heren van een deel van Brandenburg, die van Werle, lieten het in een oorlog verwoeste Freyenstein op de huidige plaats herbouwen. Deze ligt ten noordoosten van de tot een (archeologisch belangrijke) Wüstung geworden, verlaten oude stad. De heren van Werle kenden aan Freyenstein in 1288 stadsrechten toe. Daarna gingen stadje en kasteel talrijke malen in andere handen over. Zo was het in het laatst van de 15e eeuw in bezit van het adellijke geslacht Von Rohr, dat naast het Oude Kasteel kort vóór 1500 voor zichzelf een zogenaamd Festes Haus, het huidige Neue Schloss, Nieuwe Kasteel, liet bouwen. Evenals Wittstock, werd Freyenstein in de Dertigjarige Oorlog door de pest en oorlogsverwoestingen geteisterd. Het in 1572 in renaissancestijl herbouwde Alte Schloss ging in 1631 op één vleugel na verloren. Vanaf de 18e eeuw boette Freyenstein sterk aan betekenis in. Pas na de Duitse hereniging van 1990, met de opkomst van het toerisme, groeide Freyenstein weer. Desalniettemin moest in 2003 de status van zelfstandige gemeente worden prijsgegeven. 

### Voormalig militair terreinBombodrom
Op de heide ten oosten van Wittstock, bij de stadsdelen Gadow en Zootzen, ligt het, 11.899 hectare grote, zogenaamde Bombodrom, ooit ingericht voor het testen van artilleriewapens en bommenwerpers. De Bundeswehr had plannen om van het voormalige militaire oefenterrein van het Rode Leger een van de grootste in Europa te maken. De officiële naam van dit oefenterrein luidde: Truppenübungsplatz (TrÜbPl) Wittstock. Zeventien jaar durende protesten vanuit de bevolking leidden ertoe, dat de hoogste rechters en ook de Bondsregering zelf in 2010 een eind hebben gemaakt aan het militaire gebruik van het terrein. De kazerne op het terrein is gesloopt; het moet, zo mogelijk, een natuurreservaat worden. Betreding van het gebied is levensgevaarlijk, daar overal onontplofte munitie in de grond zit, en dus streng verboden. Alleen op enkele daartoe aangewezen wegen en paden geldt dit verbod niet. Verwijdering van de blindgangers is uitzonderlijk kostbaar, moet door de Bondsoverheid uit de belastingopbrengsten worden betaald, en geschiedt dus maar mondjesmaat.

## Bezienswaardigheden, toerisme
- In de stad staat de gotische Marienkirche (13e-15e eeuw), waar een laatgotisch retabel van de kroning van de H. Maagd te vinden is. Deze komt uit het houtsnijdersatelier van Claus Berg en is waarschijnlijk van na 1532. Er bevindt zich ook een sacristie uit 1515 en een laatrenaissancistische preekstoel uit 1608.
- Verscheidene van de kleine, tot de gemeente behorende dorpen hebben een architectonisch of kunsthistorisch interessant dorpskerkje, in een aantal gevallen reeds gebouwd in de 13e- 16e eeuw.
- Al wat rest van het vroegere bisschoppelijke kasteel is de poorttoren, met zeven verdiepingen, die nu een (in 1998 geopend) museum over de Dertigjarige Oorlog (1618-1648) bevat. In het aangrenzende Burgemeestershuis is het plaatselijke Heimatmuseum ondergebracht.
- Wittstock en omgeving zijn rijk aan natuurschoon. Er is o.a. 4.000 hectare, aan de zuidkant van het voormalige Bombodrom, in beheer als natuurreservaat bij de Heinz Sielmann-Stiftung.
- Het plaatsje Freyenstein is zeer bezienswaardig. 
  - Op de locatie van het in 1288 verlaten eerste stadje is een Archeologisch Park ingericht, met museum over het gebied in de middeleeuwen.
  - Het Alte Schloss herbergt de ingang van het Archeologische Park (rondleiding d.m.v. een zogenaamde audiotour mogelijk).
  - Het 16e-eeuwse Neue Schloss is ten dele te bezichtigen; er is o.a. een klein poppenmuseum in gevestigd.
  - De oude Mariakerk, gebouwd omstreeks 1300, moest na talrijke branden vele malen gerenoveerd worden; het 19e-eeuwse interieur is na 1990 vakkundig gerestaureerd.
  - In een voormalige school wordt met enige regelmaat een alternatieve boekenmarkt gehouden.
- In de gemeente liggen, met name ten noordoosten van Wittstock-stad, enige meren:
  - De in een bos gelegen, 70 ha grote, Große Baalsee, ten noordoosten van Dranse, genoemd naar een vochtig dal (Polabisch bala), is vrijwel ontoegankelijk en fungeert als vogelreservaat.
  - De Dranser See, ten zuiden van Dranse,  is 133 hectare groot. Men kan erop roeien en suppen, en eromheen wandelen (over een 10,5 km lang wandelpad); in het meer wordt veel gezwommen, en aan duiksport gedaan. Aan de zuidwestpunt van het meer bevindt zich een eenvoudige camping. Opvallend is, dat  op het meer niet alleen wordt gehengeld, maar ook professionele visserij wordt bedreven.
- Kasteel Goldbeck bij het gelijknamige dorp is in bezit van een vereniging, die allerlei vormen van kunst promoot. Zij beoogt, het kasteel na restauratie in augustus 2025 voor publiek open te stellen.

## Afbeeldingen

### Kerkgebouwen

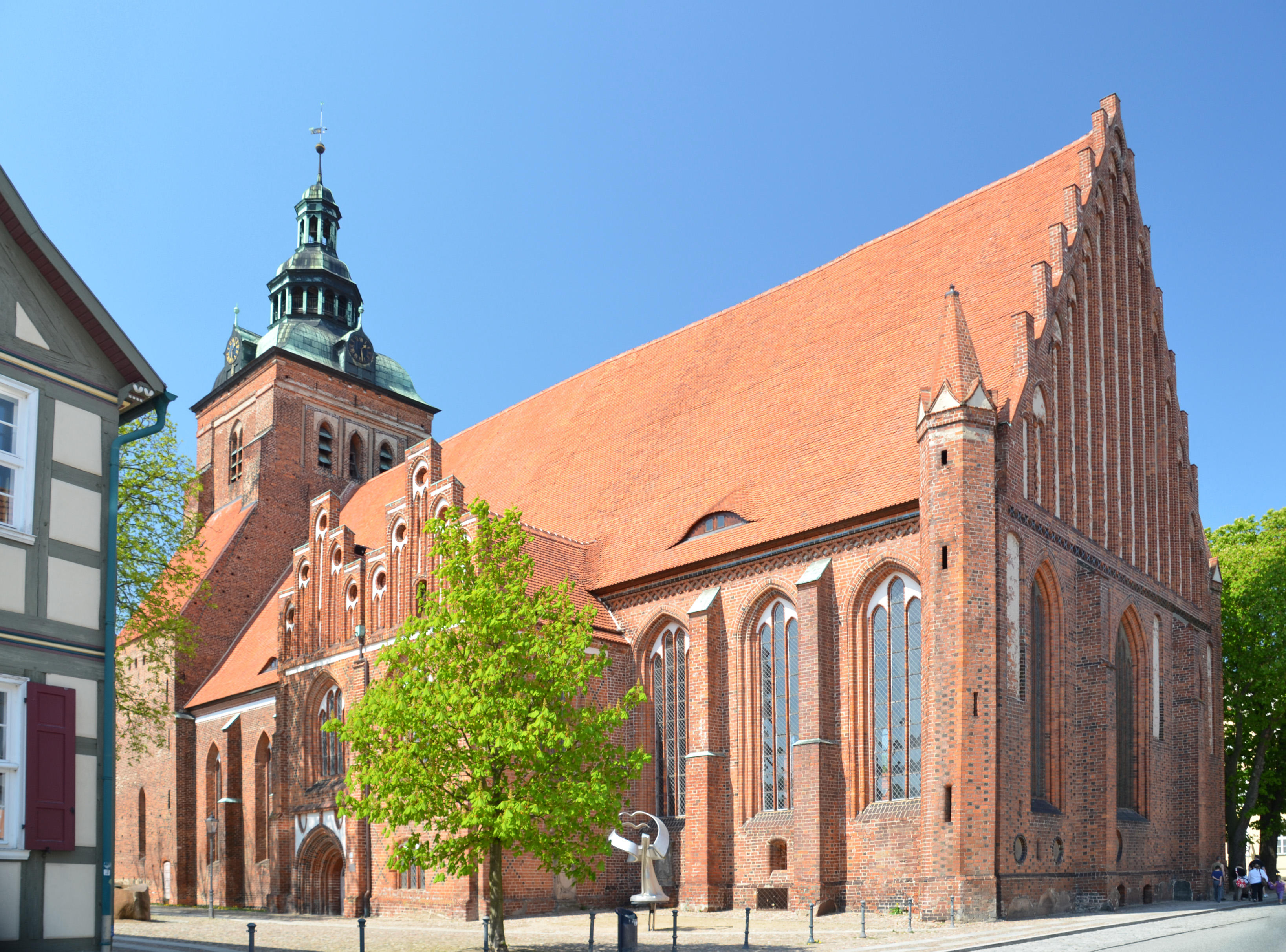
Mariakerk te Wittstock
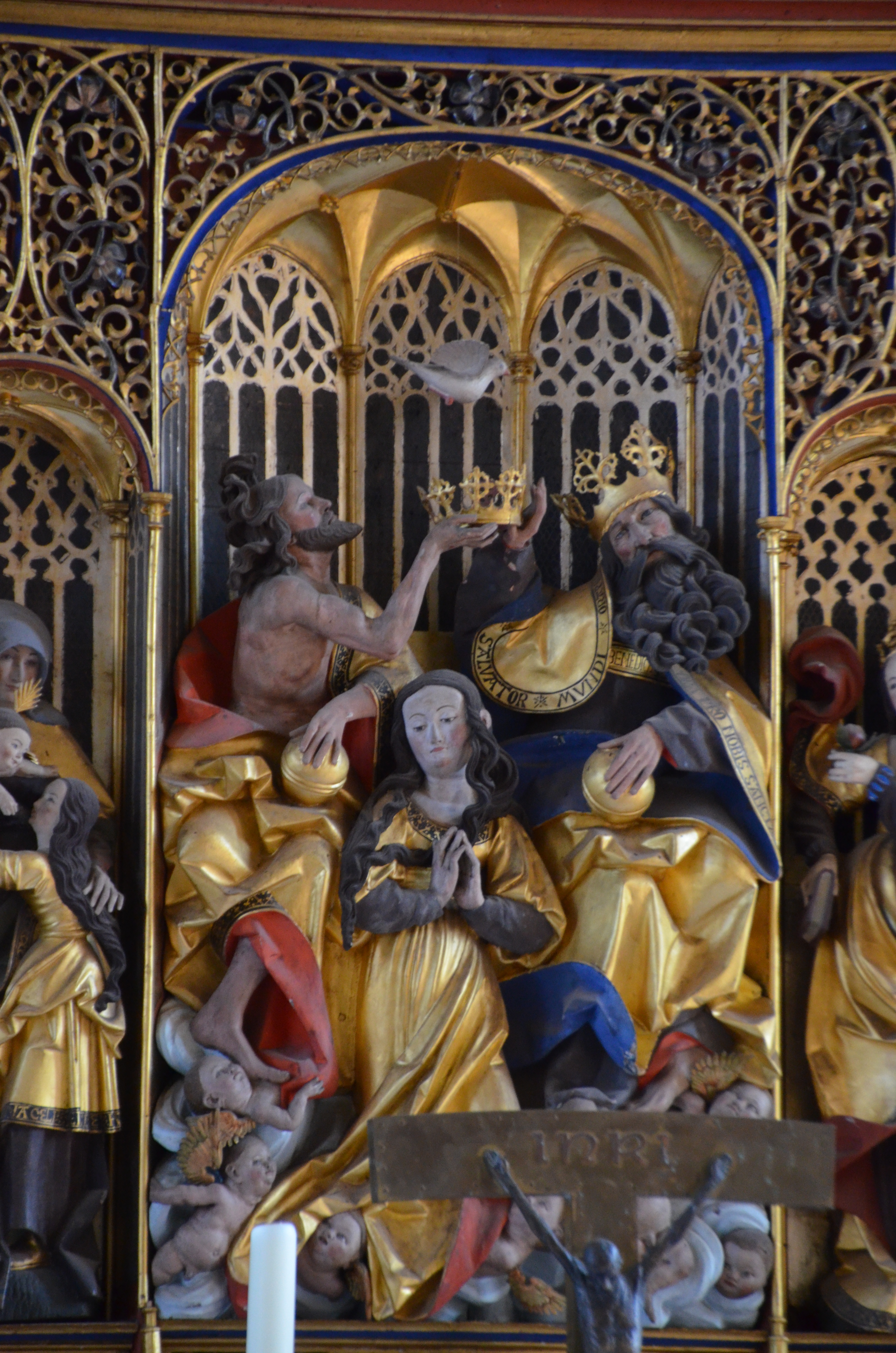
Altaarstuk in deze kerk Kroning van de Maagd Maria
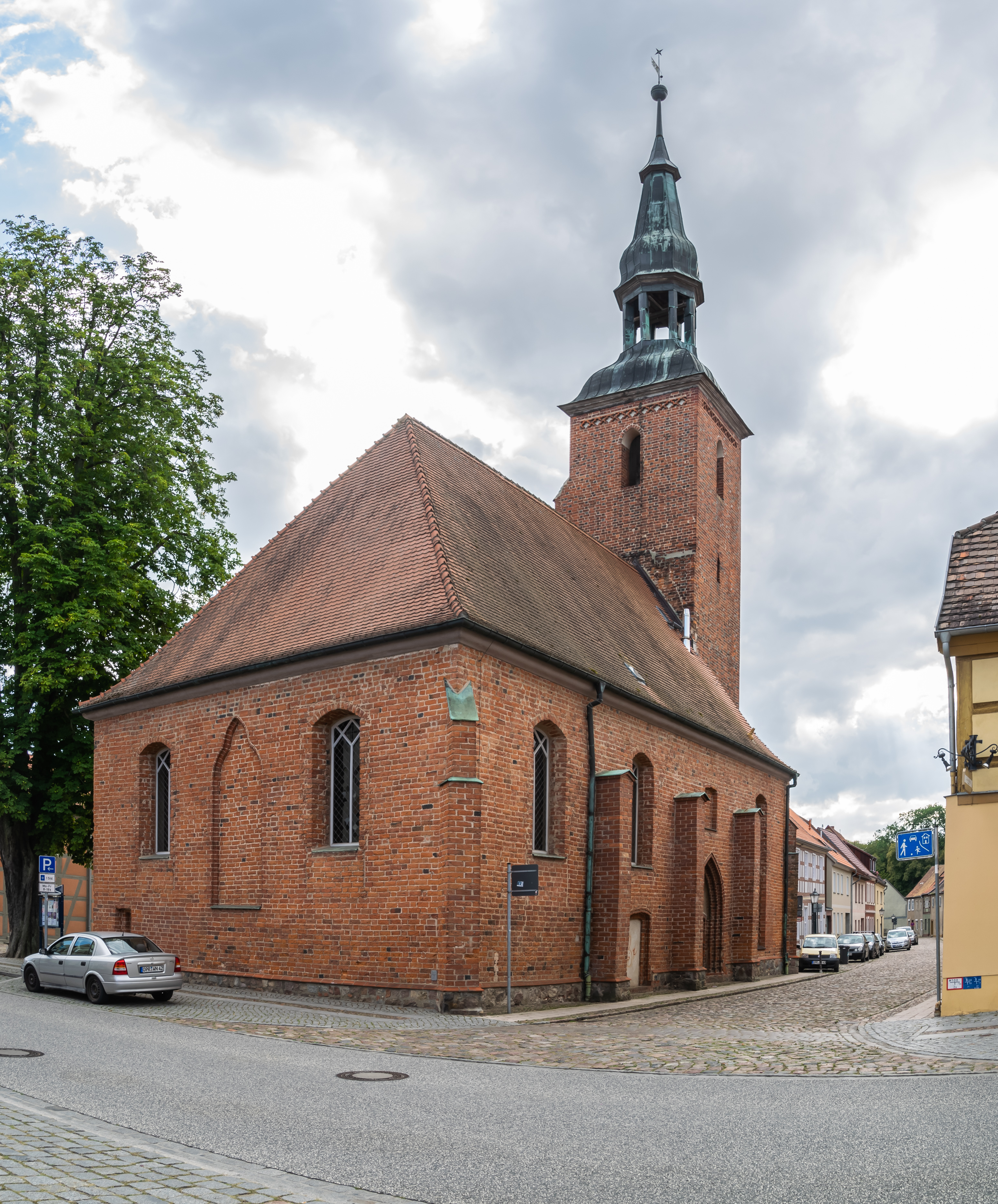
Wittstock, H. Geestkerk (plm. 1300; na een brand in 1716 herbouwd)
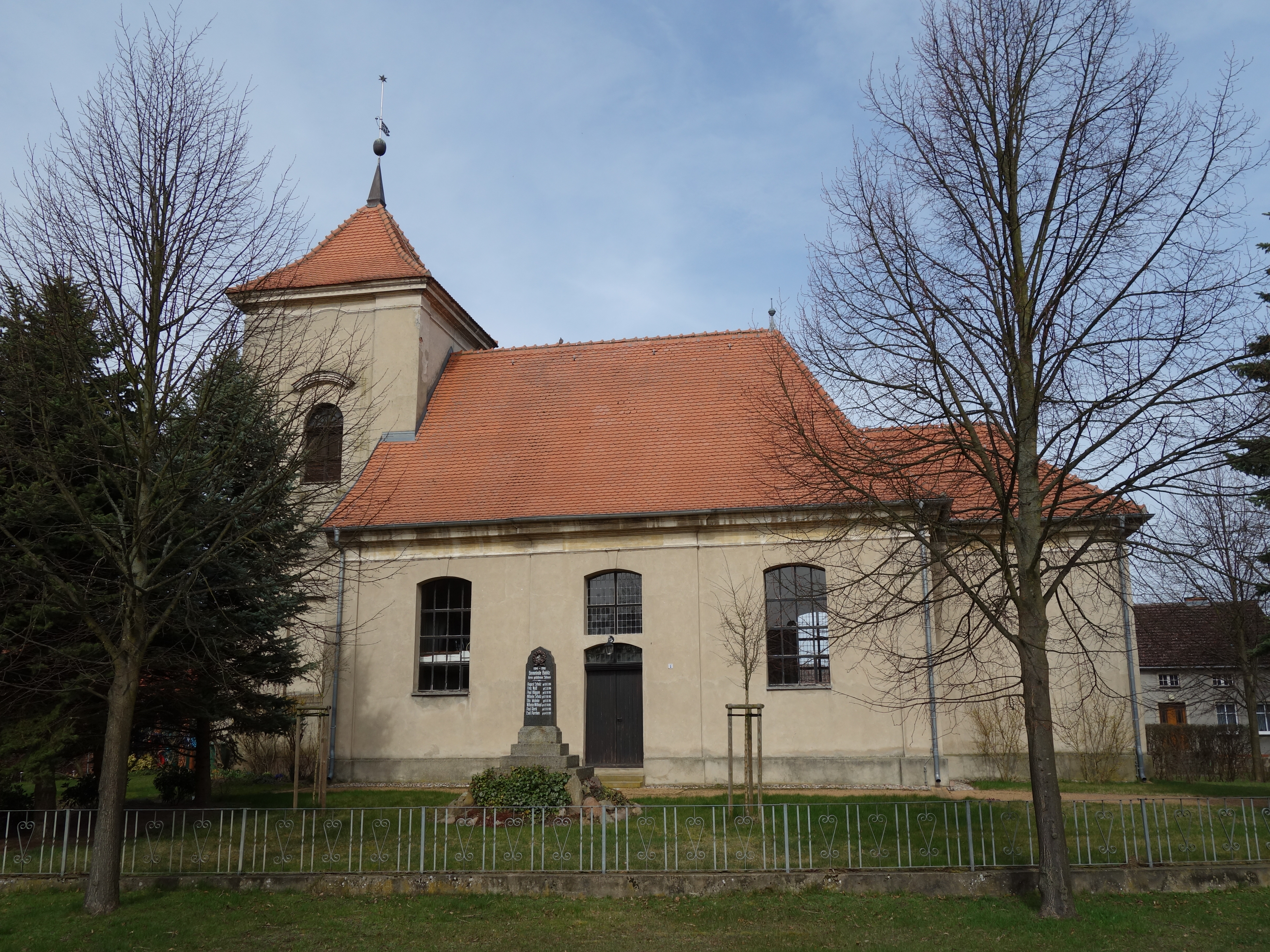
Dorpskerk te Babitz (bouwjaar 1743)
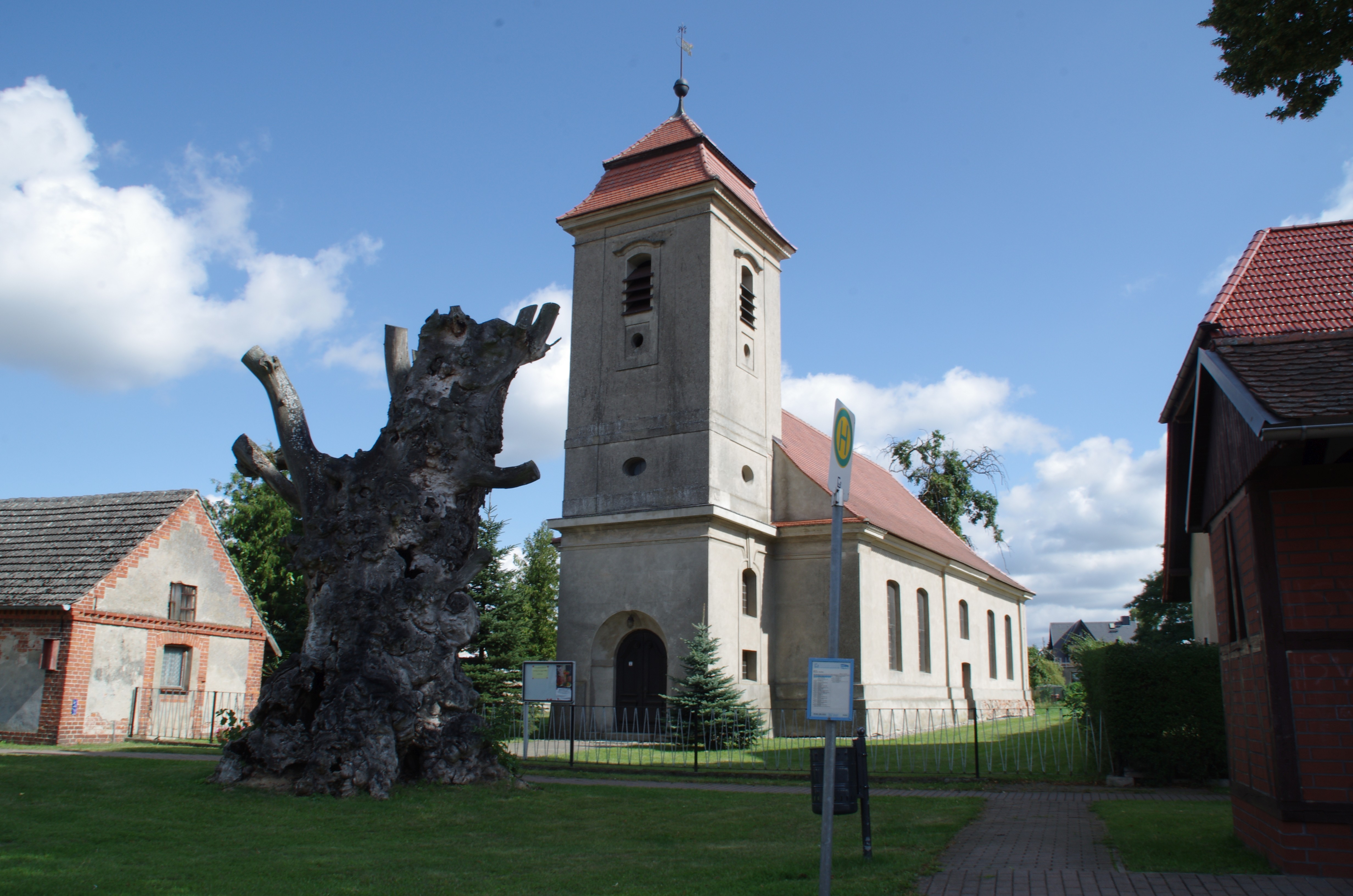
Dorpskerk te Biesen (bouwjaar 1707; toren: 1927); in het interieur een altaarstuk uit 1727
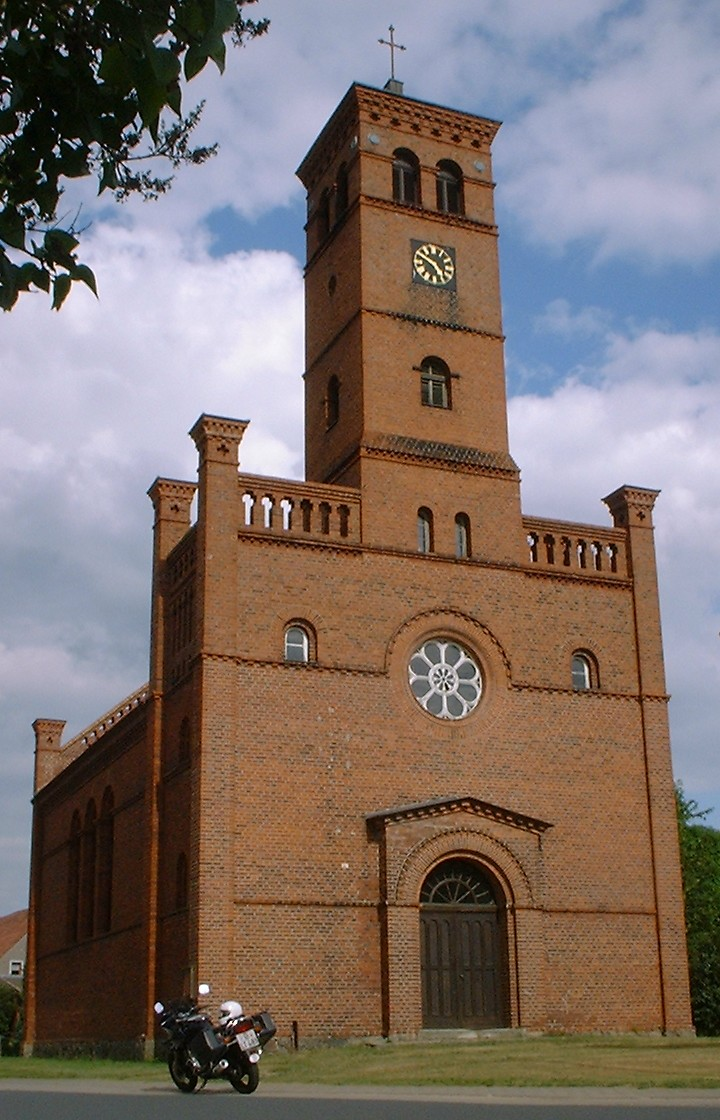
Kerk in Christdorf, in 1837 voltooid, naar ontwerp door Friedrich August Stüler
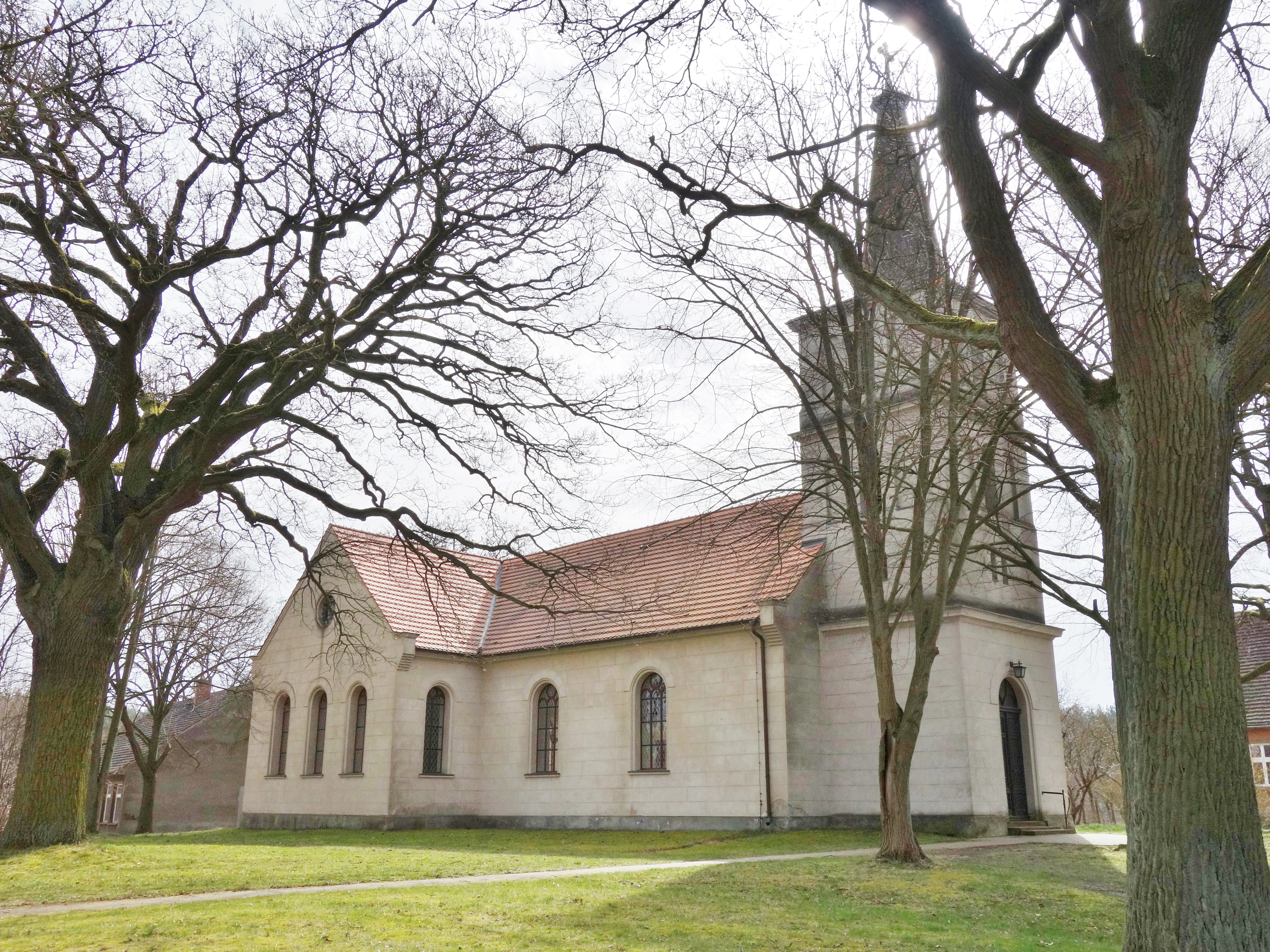
Dorpskerk te Dossow (bouwjaar 1832)
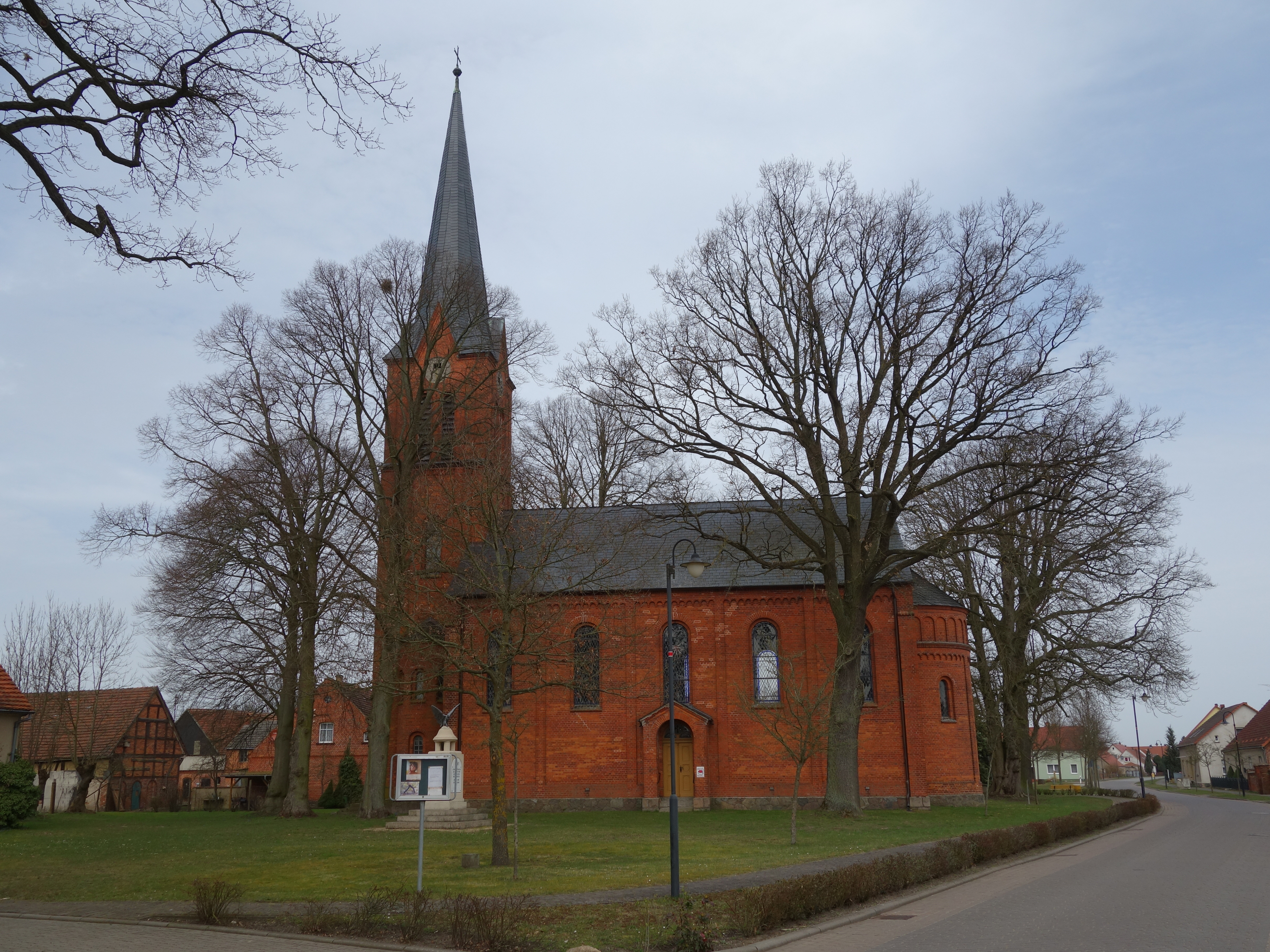
Dorpskerk te Dranse (bouwjaar 1861)
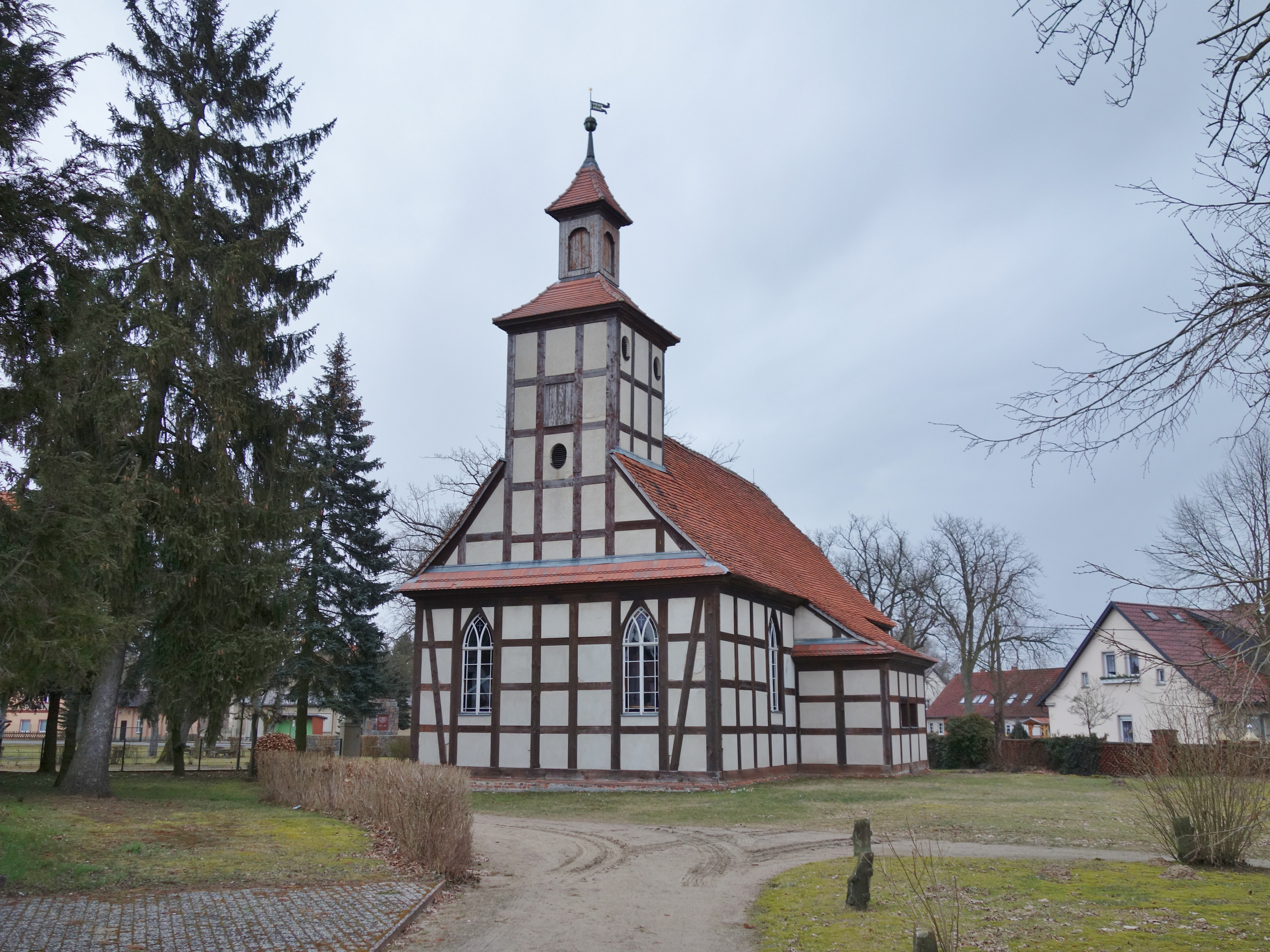
Kerk in vakwerkstijl in Fretzdorf (bouwjaar 1704)
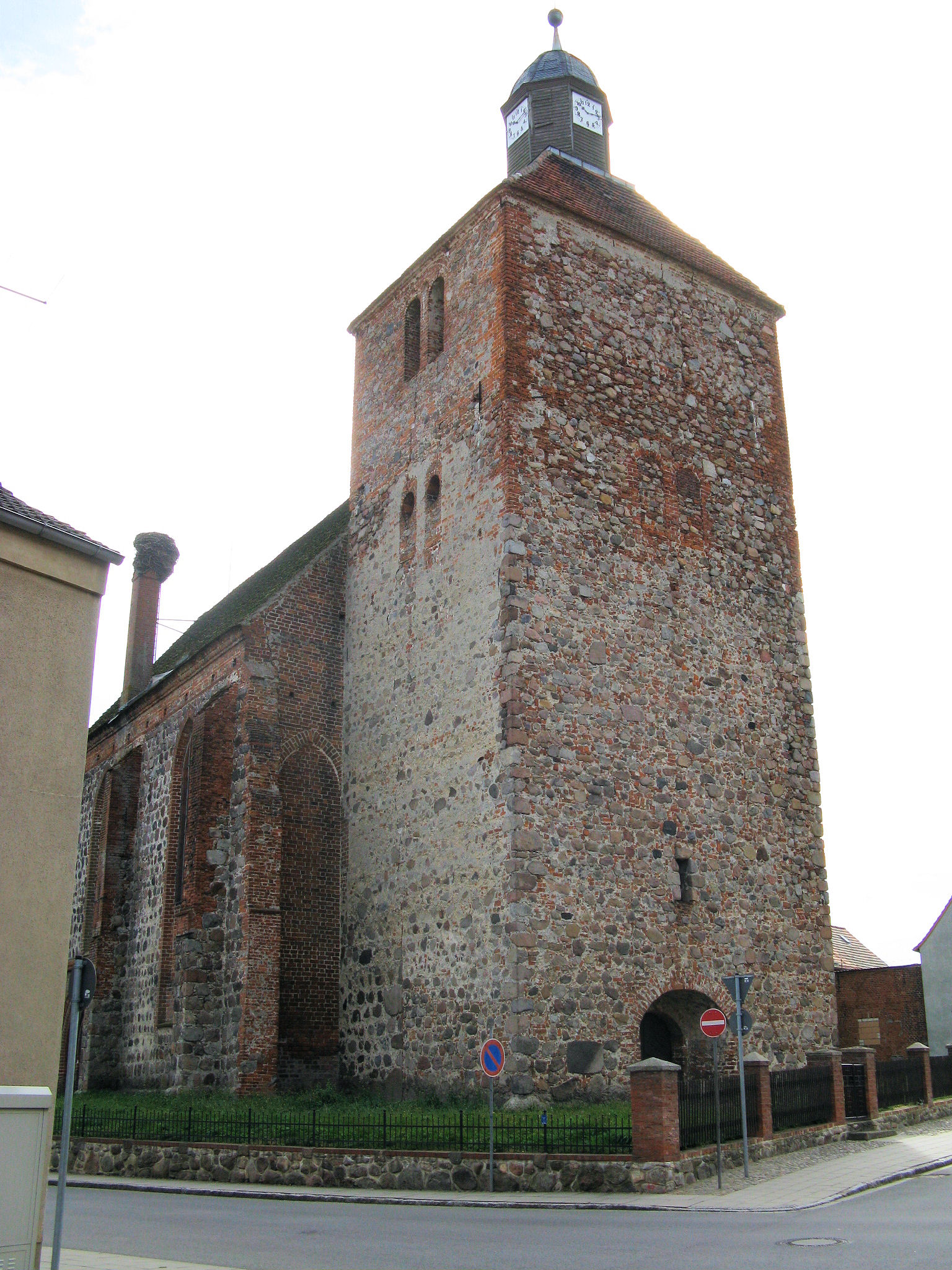
Mariakerk te Freyenstein
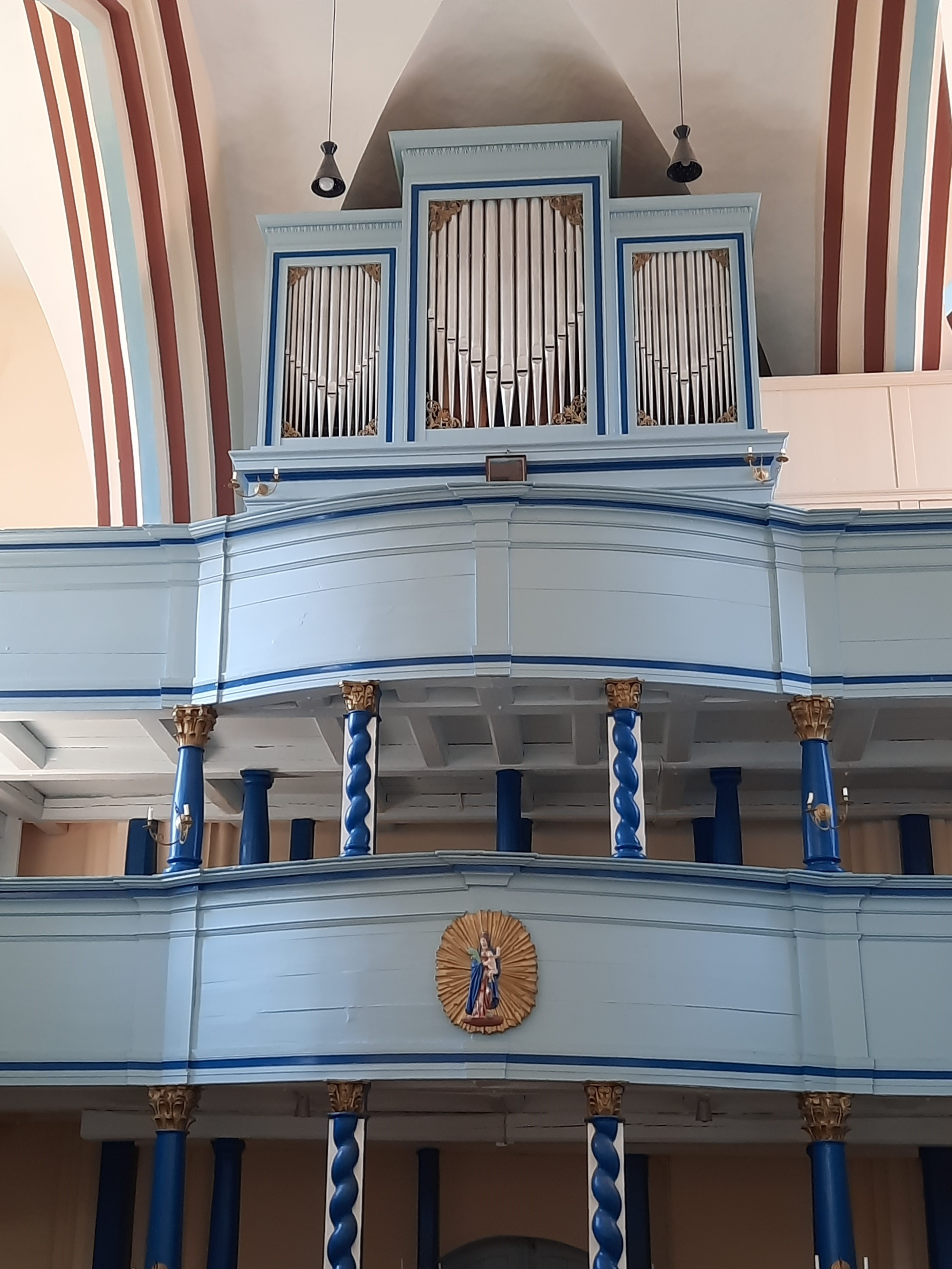
Orgel uit 1840 in dit kerkgebouw
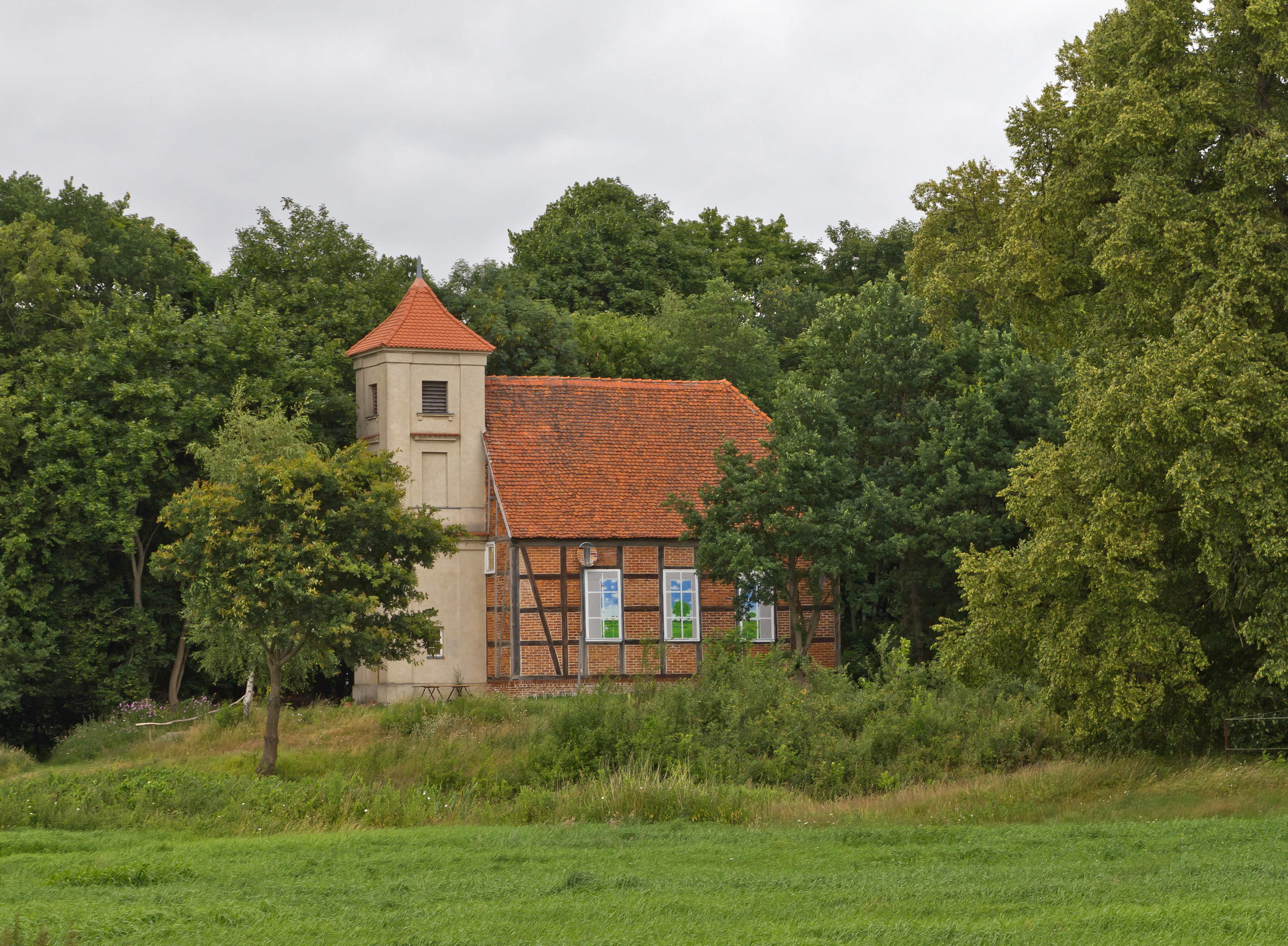
Dorpskerk te Goldbeck (bouwjaar 1718; toren: rond 1900)
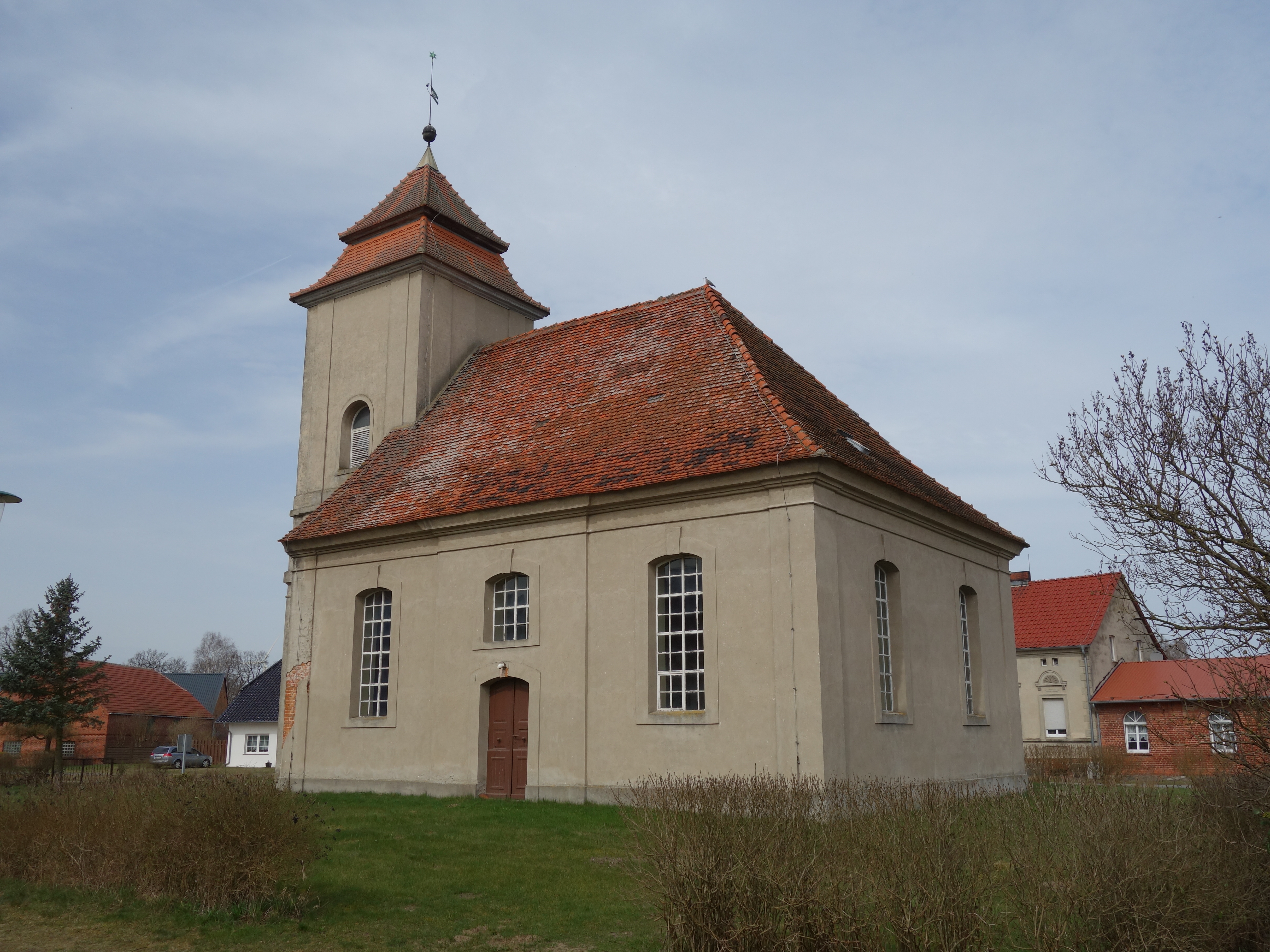
Dorpskerk te Groß Haßlow (bouwjaar 1743)
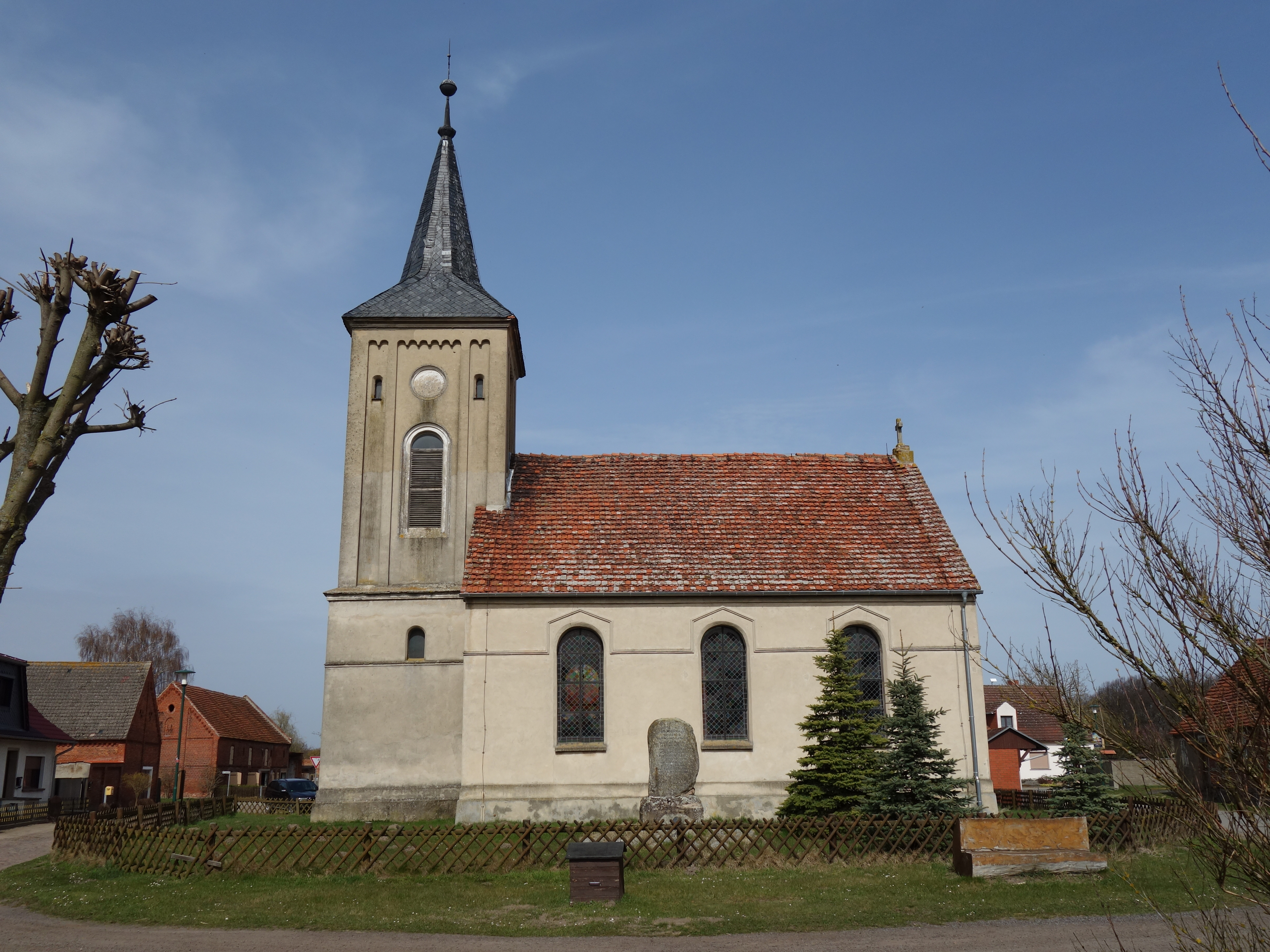
Dorpskerk te Klein Haßlow (bouwjaar omstreeks 1850)
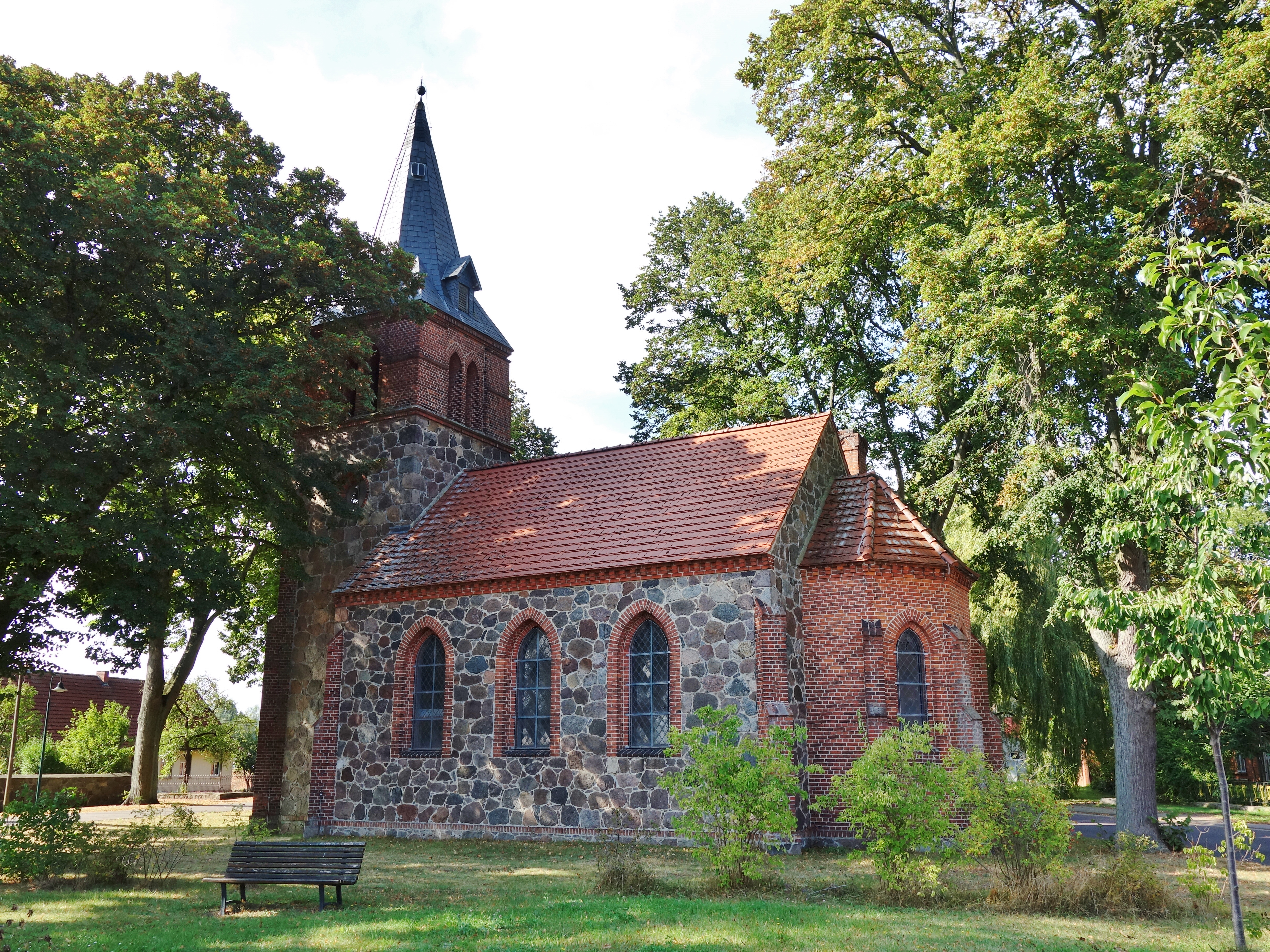
Kerkje te Niemerlang (ouderdom onbekend)
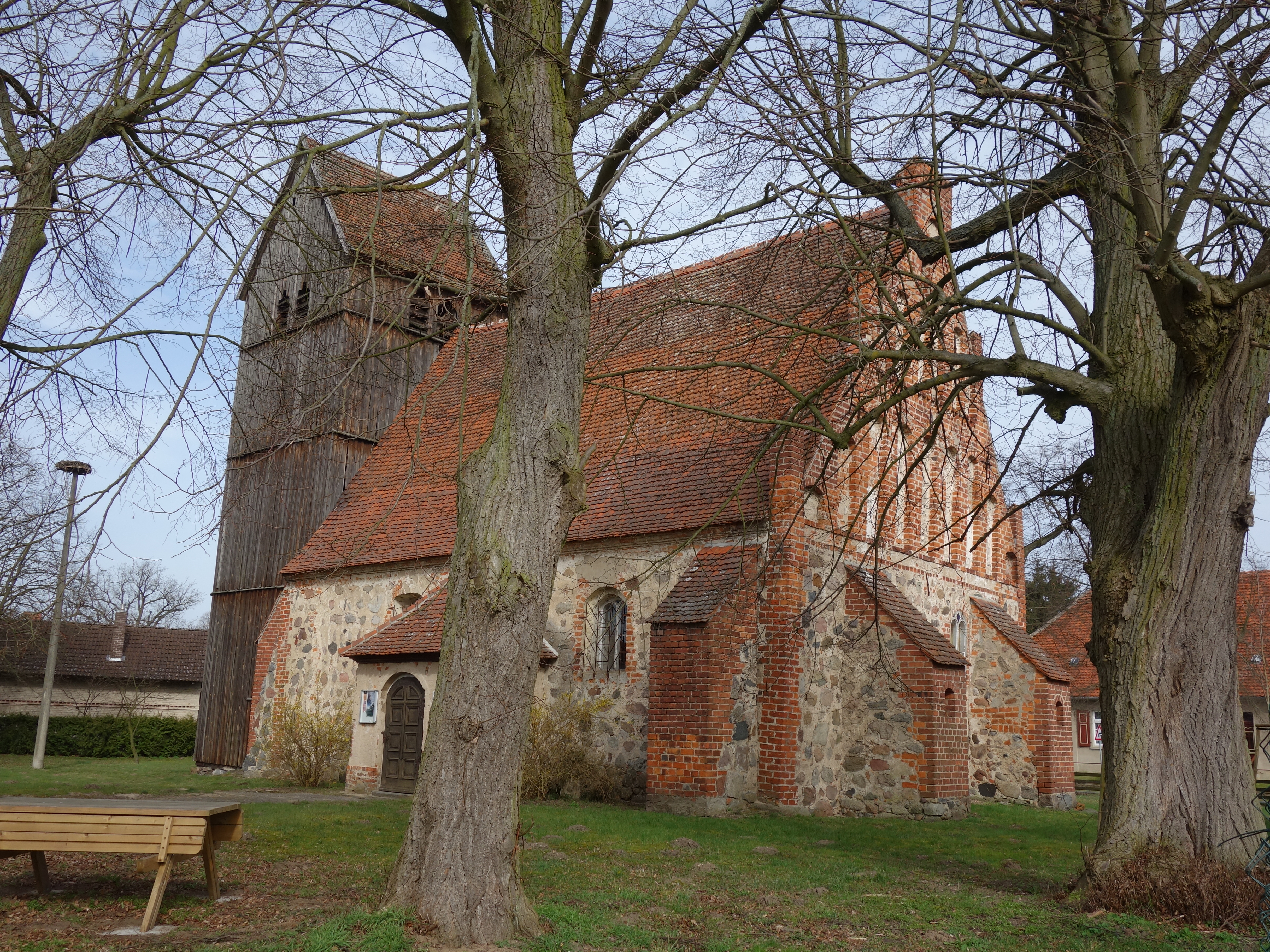
Kerk te Rossow (ca. 1500 herbouwd)
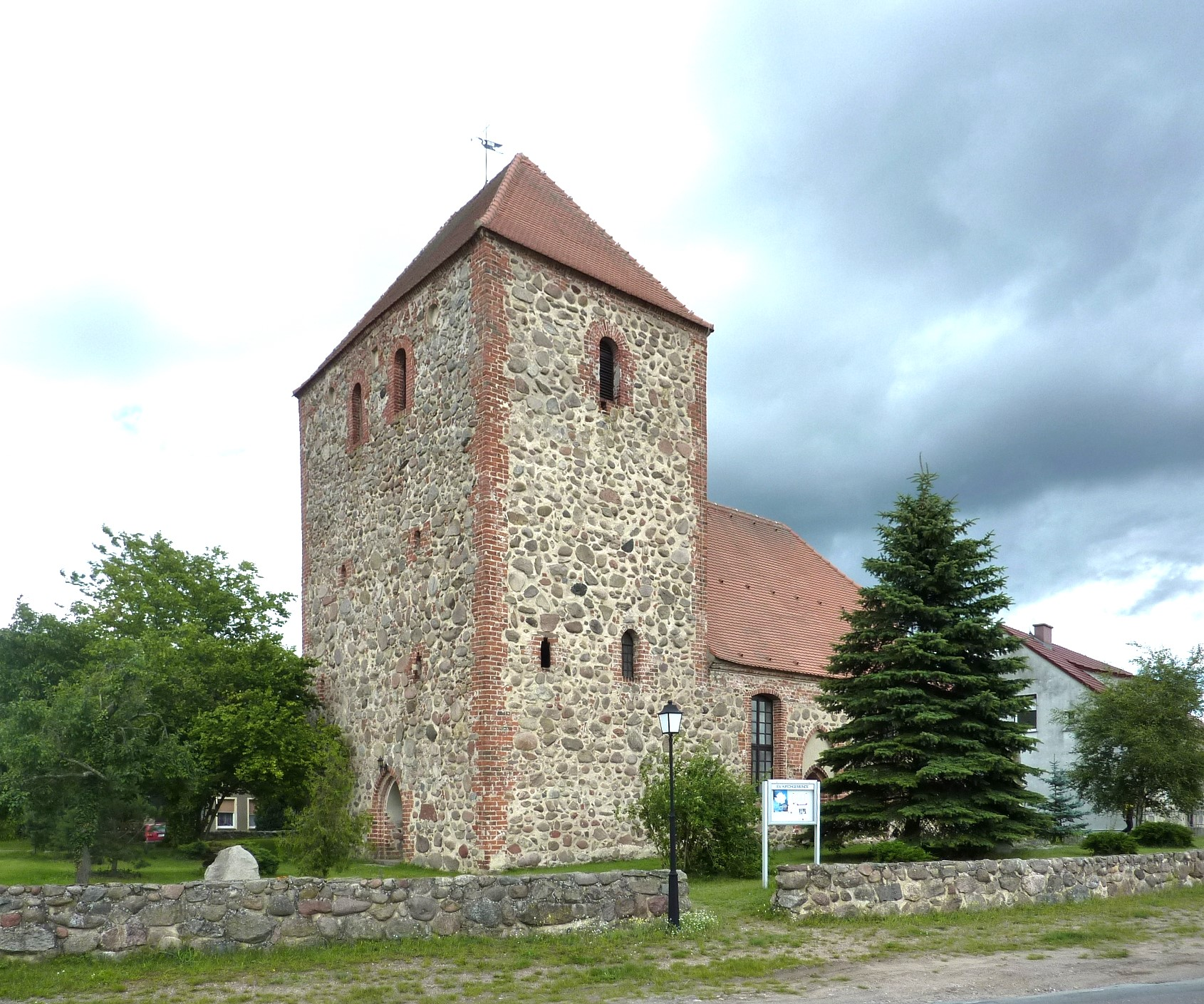
Dorpskerkje te Schweinrich (bouwjaar ca. 1475)
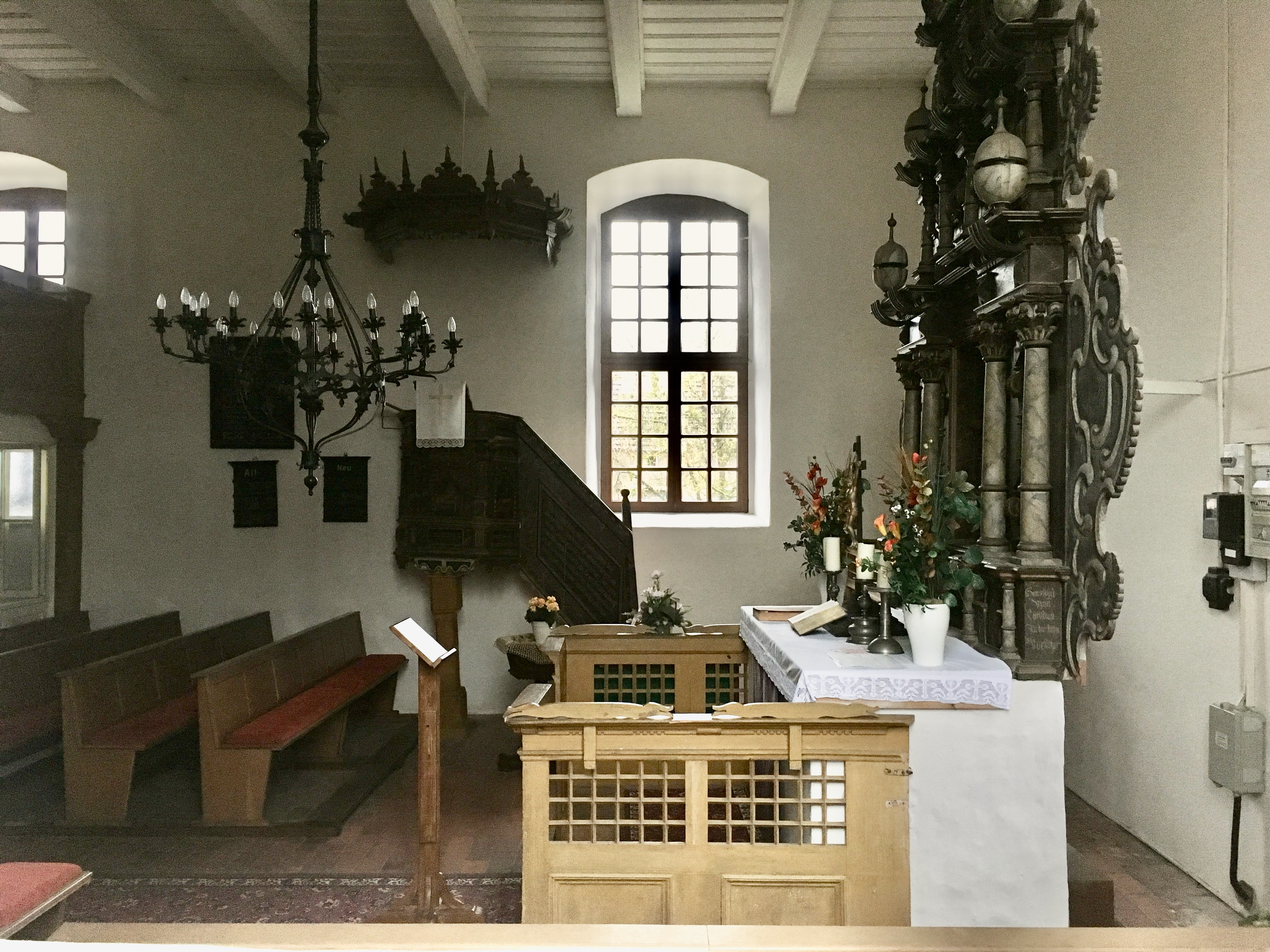
Interieur van dit kerkje, deels vroeg 17e-eeuws
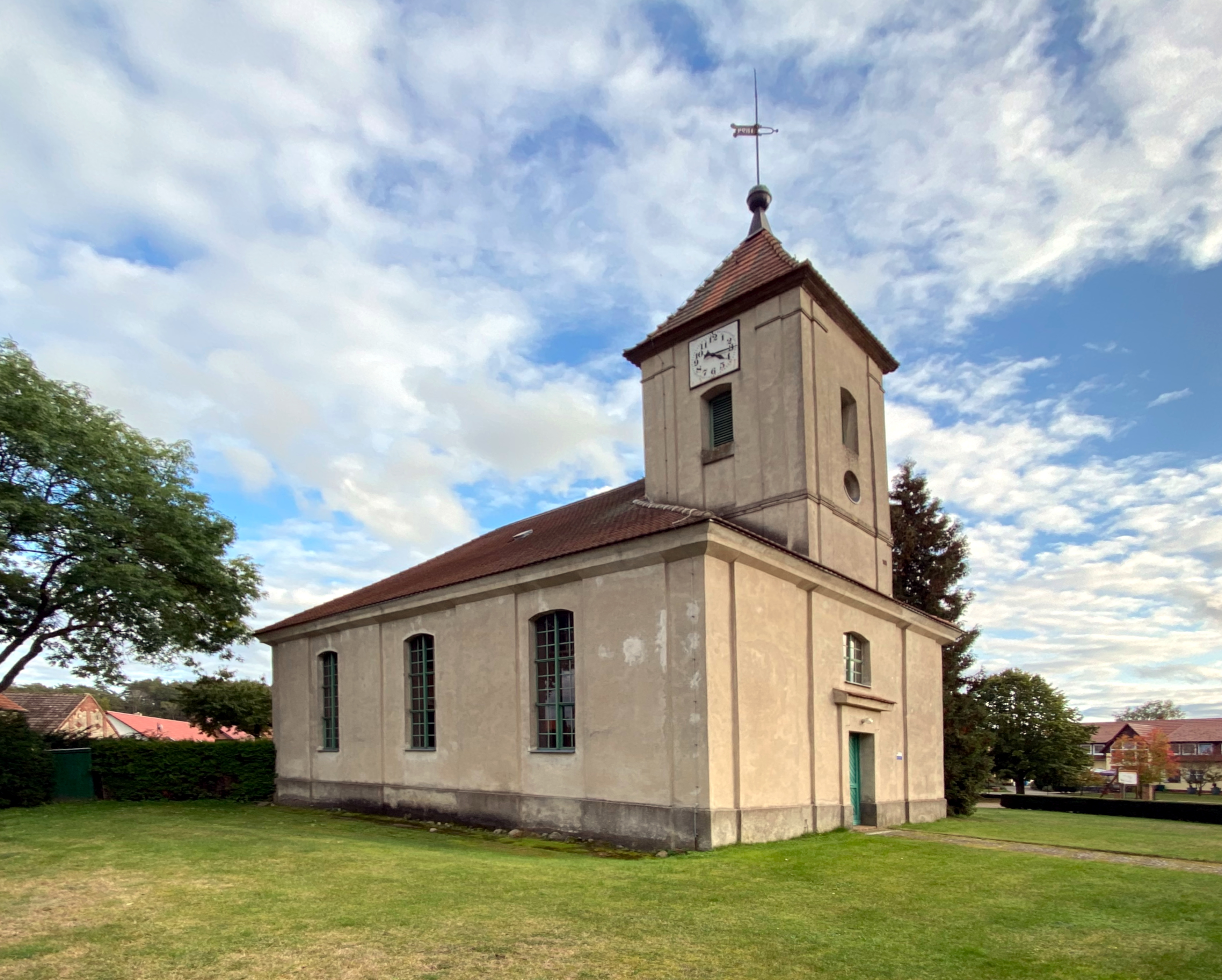
Dorpskerk te Sewekow (bouwjaar 1586; in o.a. 1783 ingrijpend verbouwd)
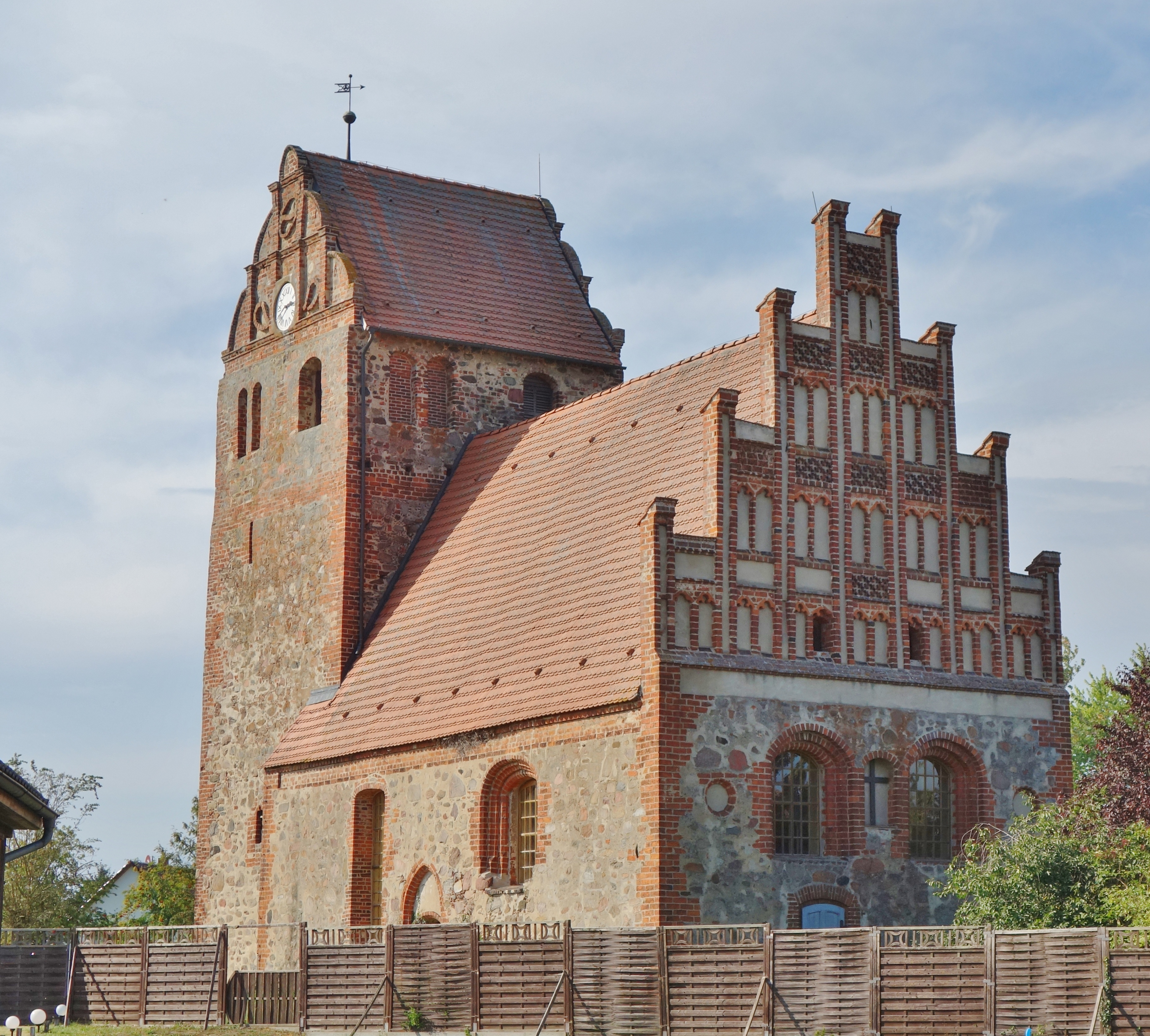
Dorpskerk te Wulfersdorf (gebouwd in de 1e helft van de 16e eeuw)
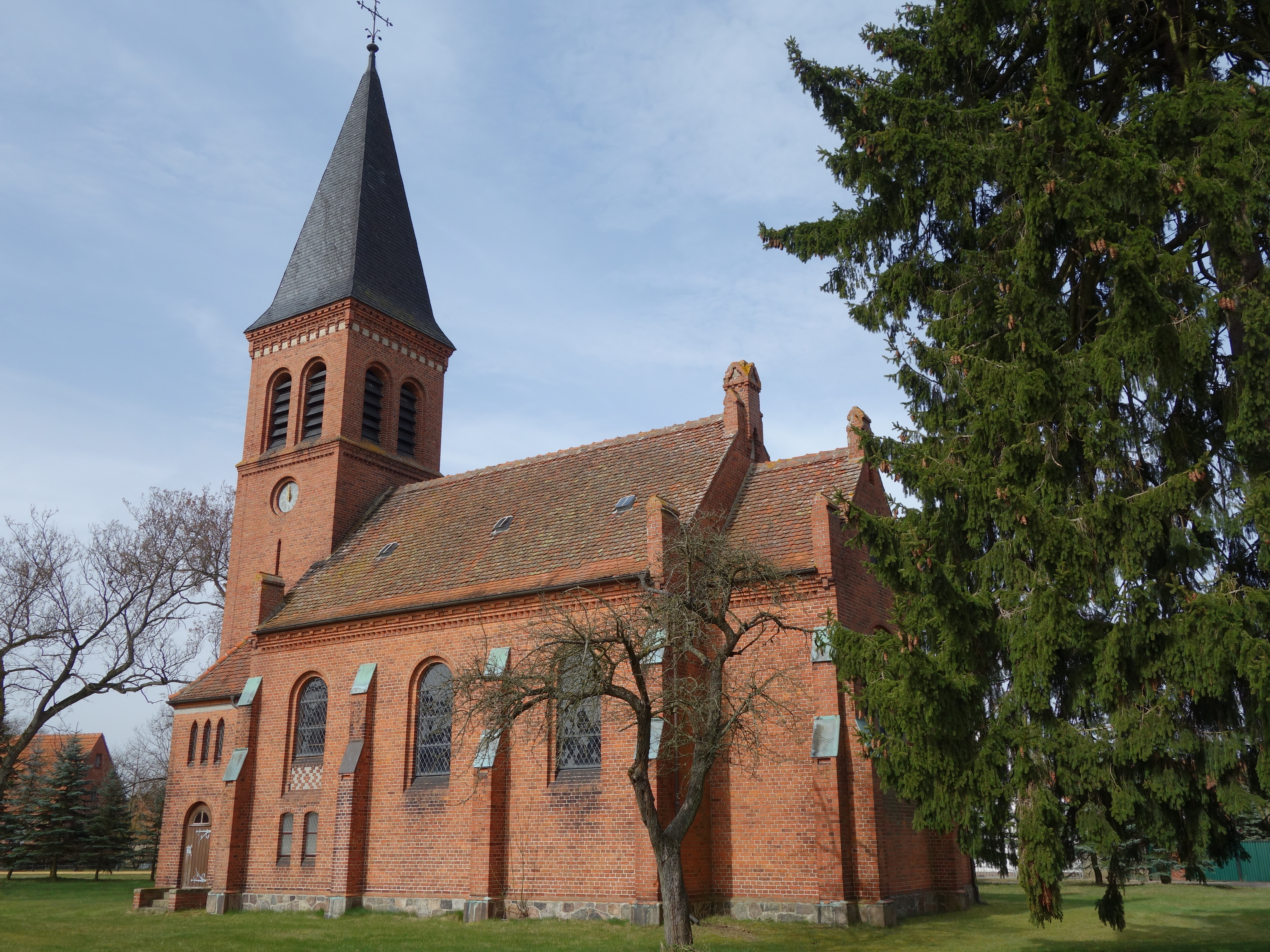
Dorpskerk te Zootzen (bouwjaar 1893)

### Overige

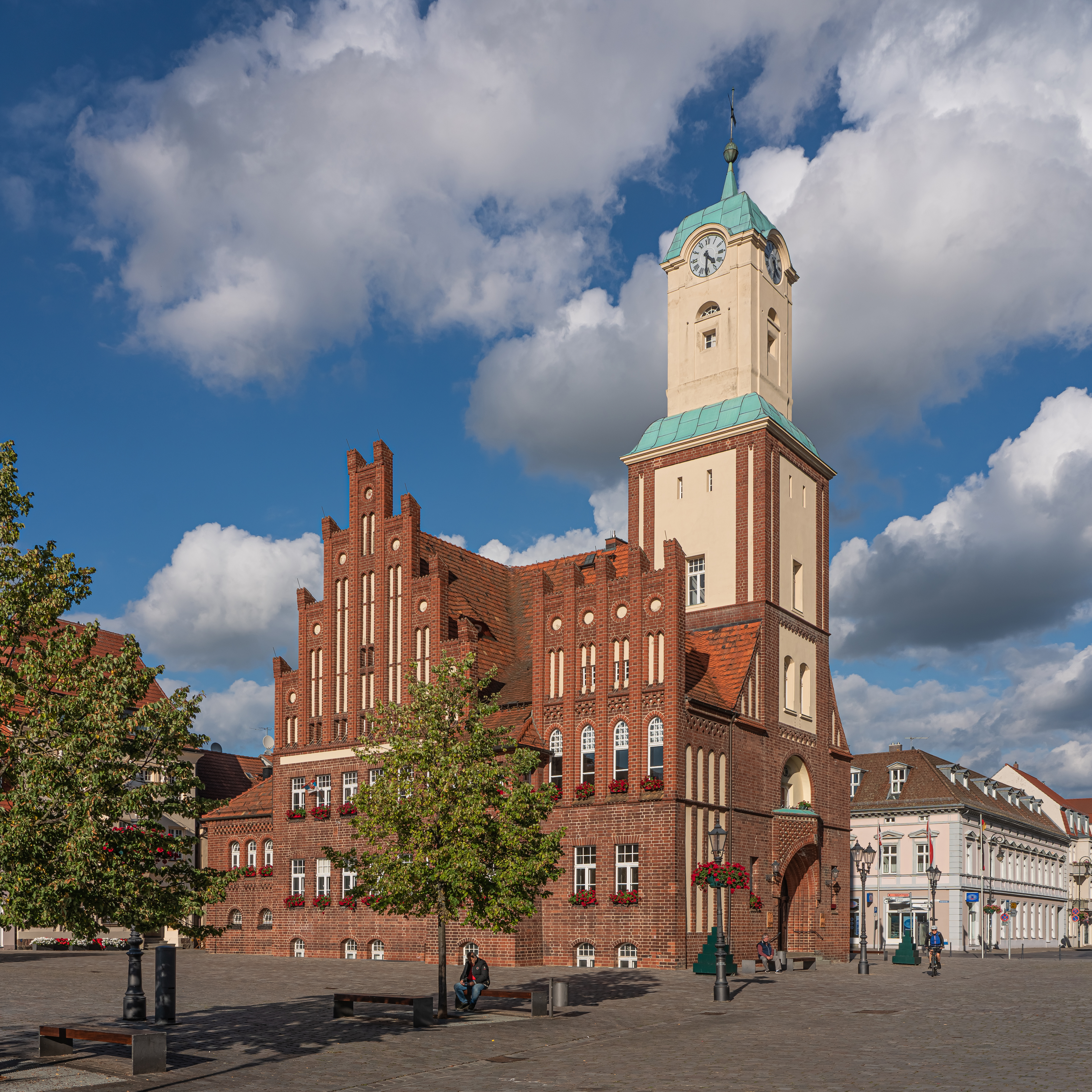
Gemeentehuis (bouwjaar 1905)
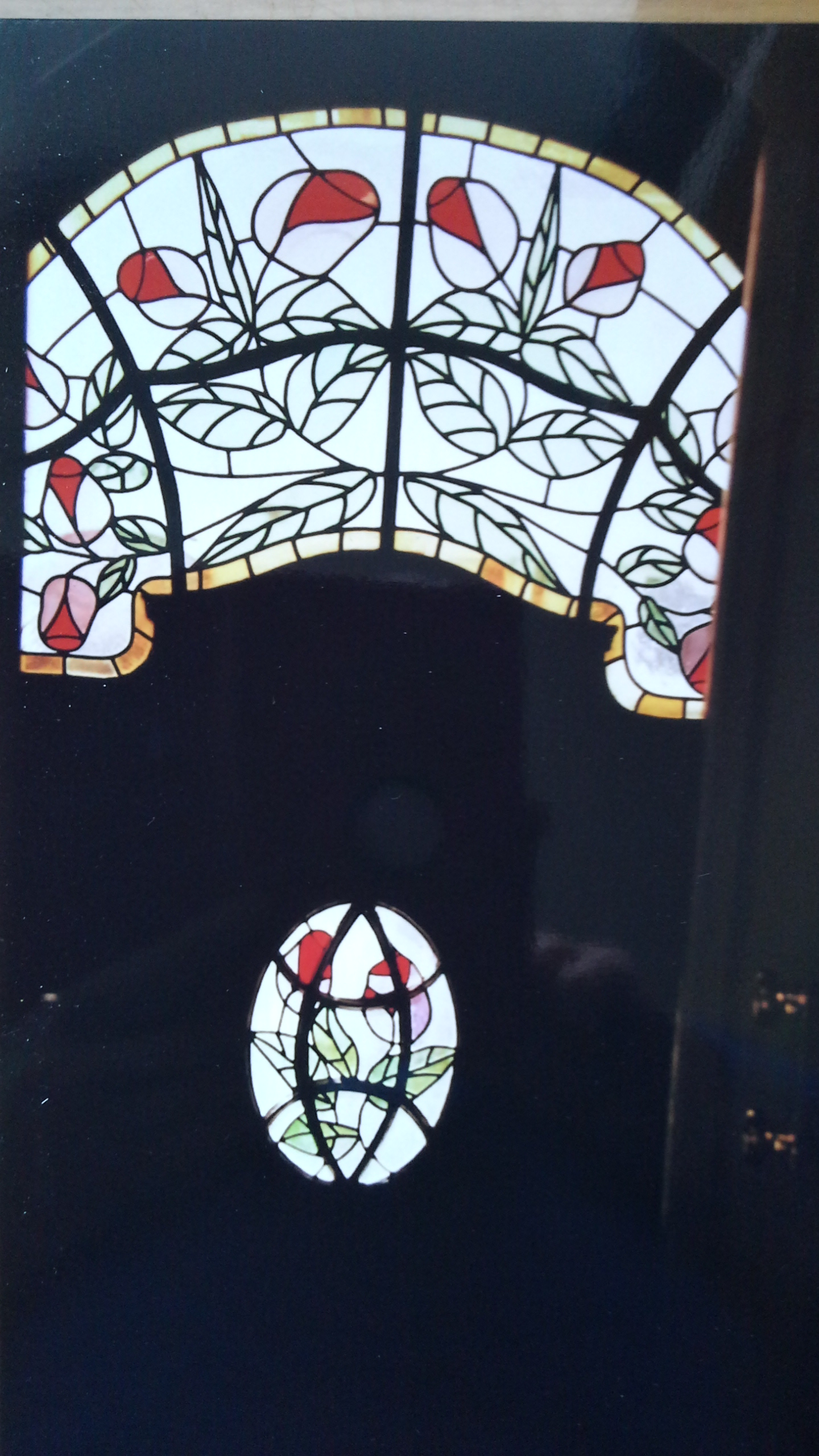
Jugendstil-raam in de voordeur van het stadhuis
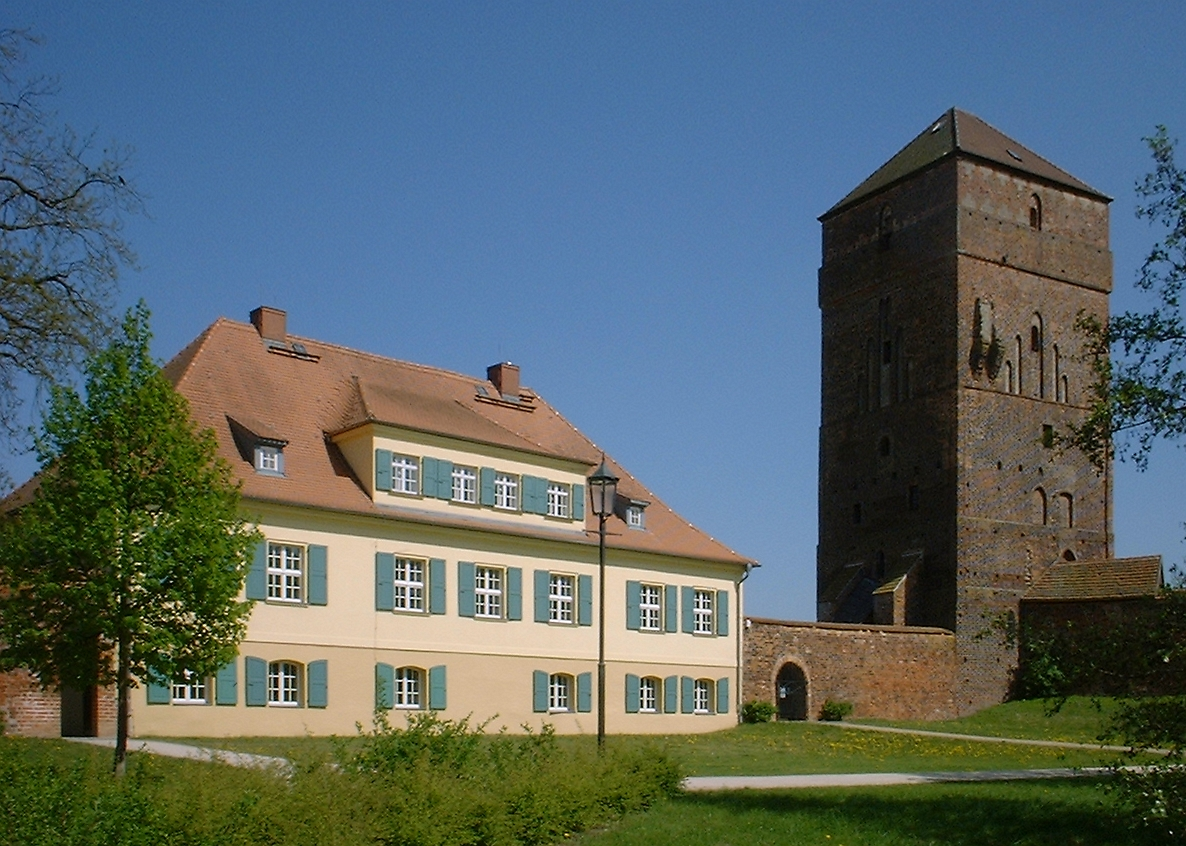
Burgemeestershuis en toren v.m. bisschoppelijk kasteel
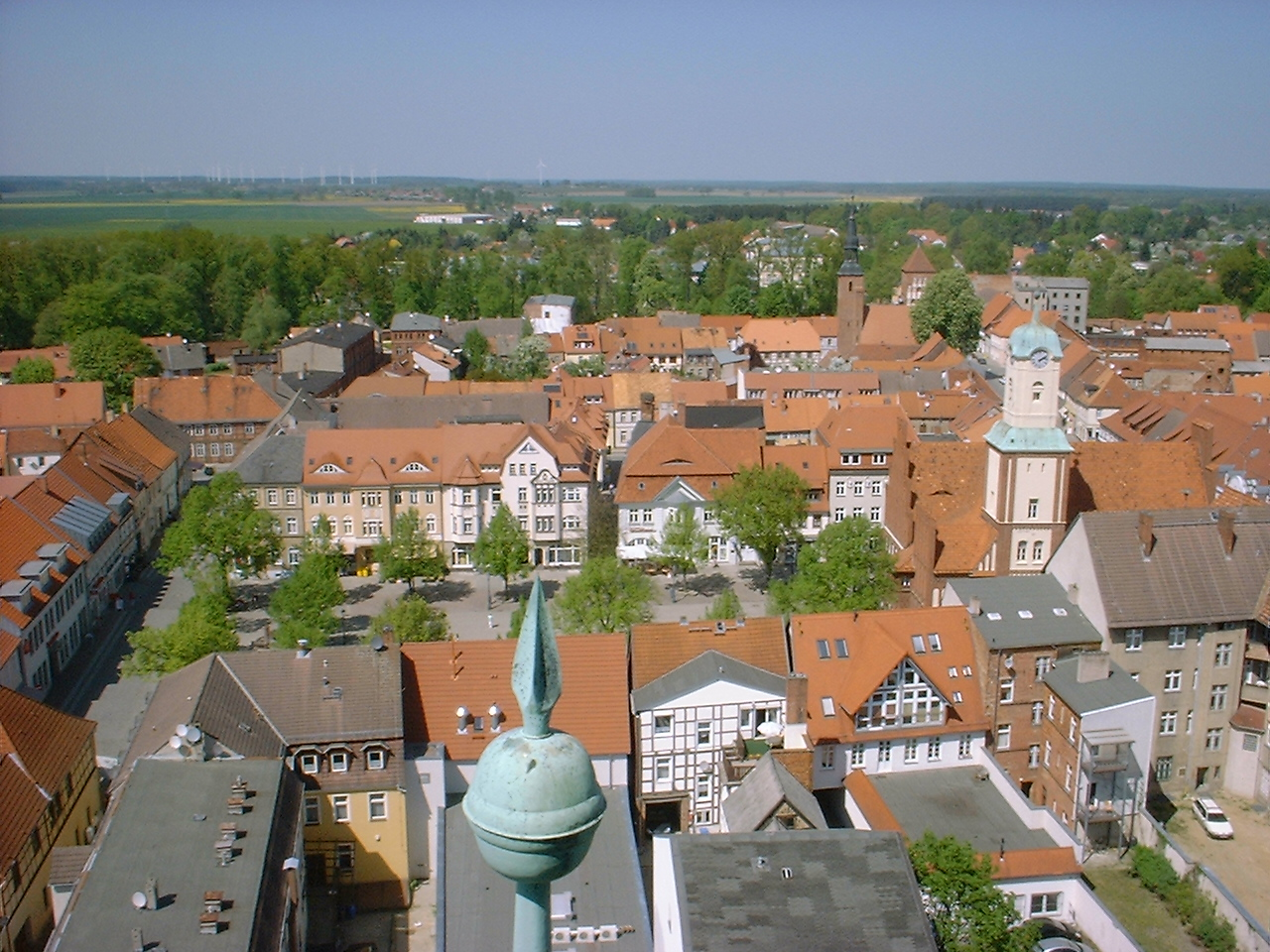
Centrum Wittstock met Marktplein en de H. Geestkerk
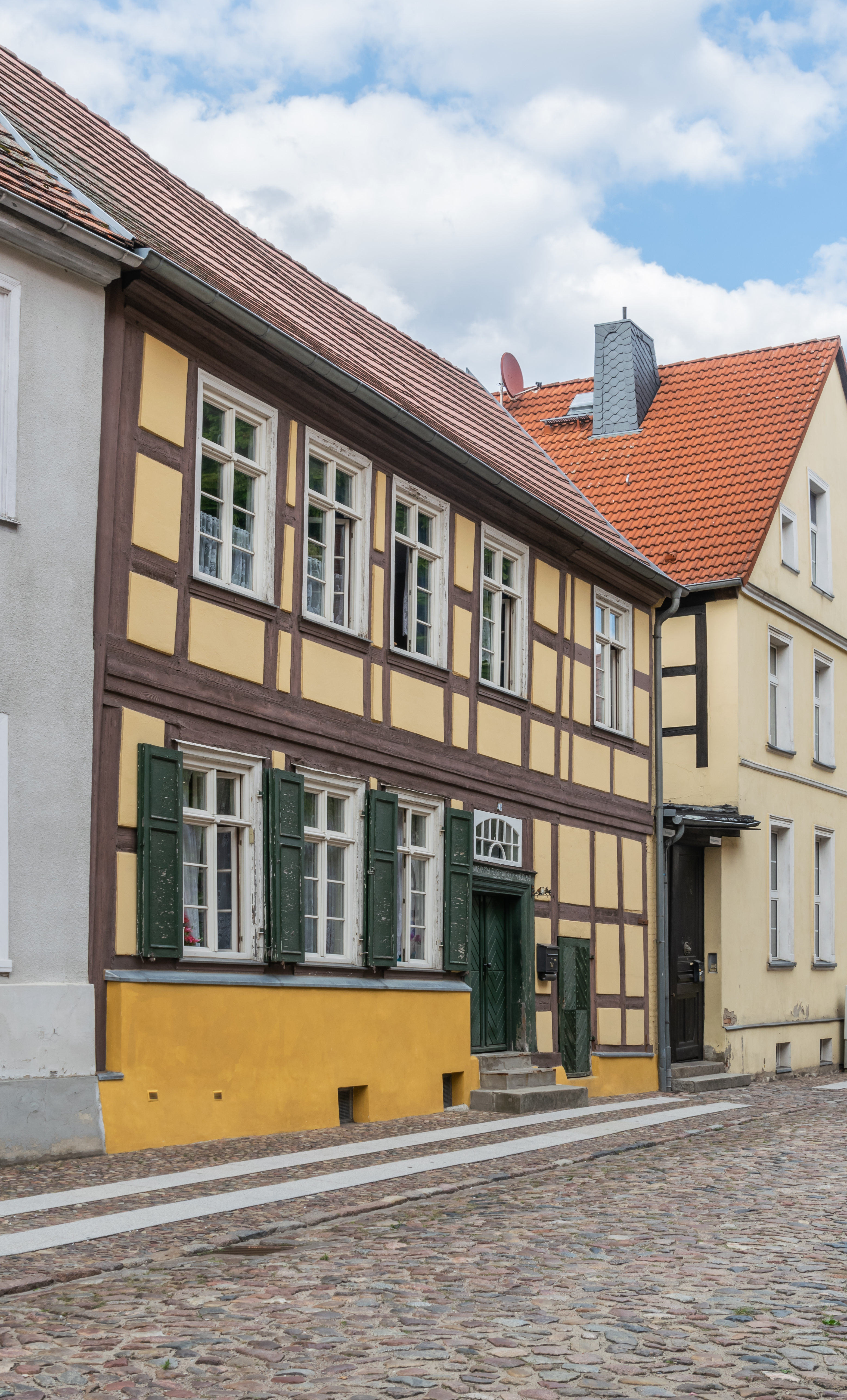
Vakwerkhuis aan de Kirchplatz te Wittstock
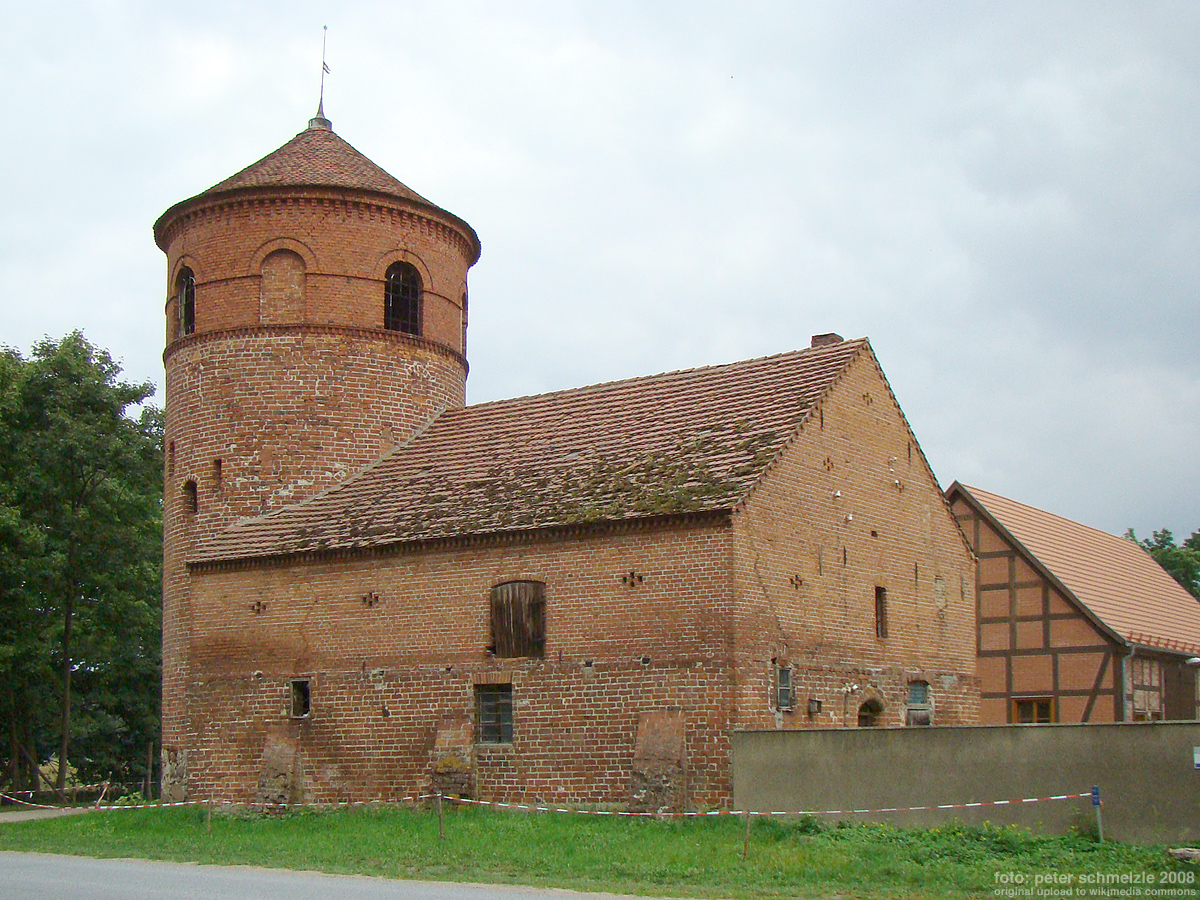
Alt Daber, restant Daberburg
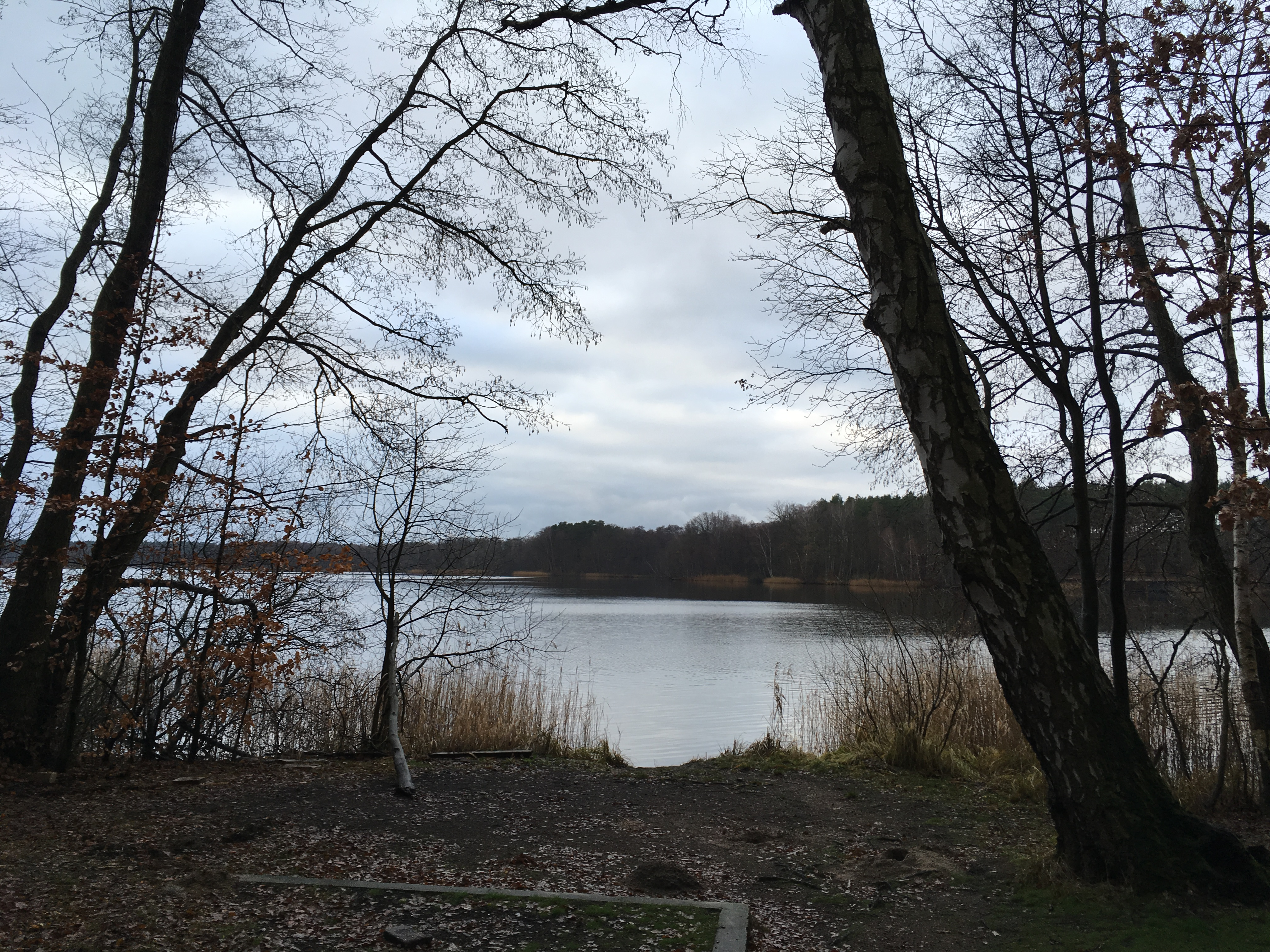
De Große Baalsee
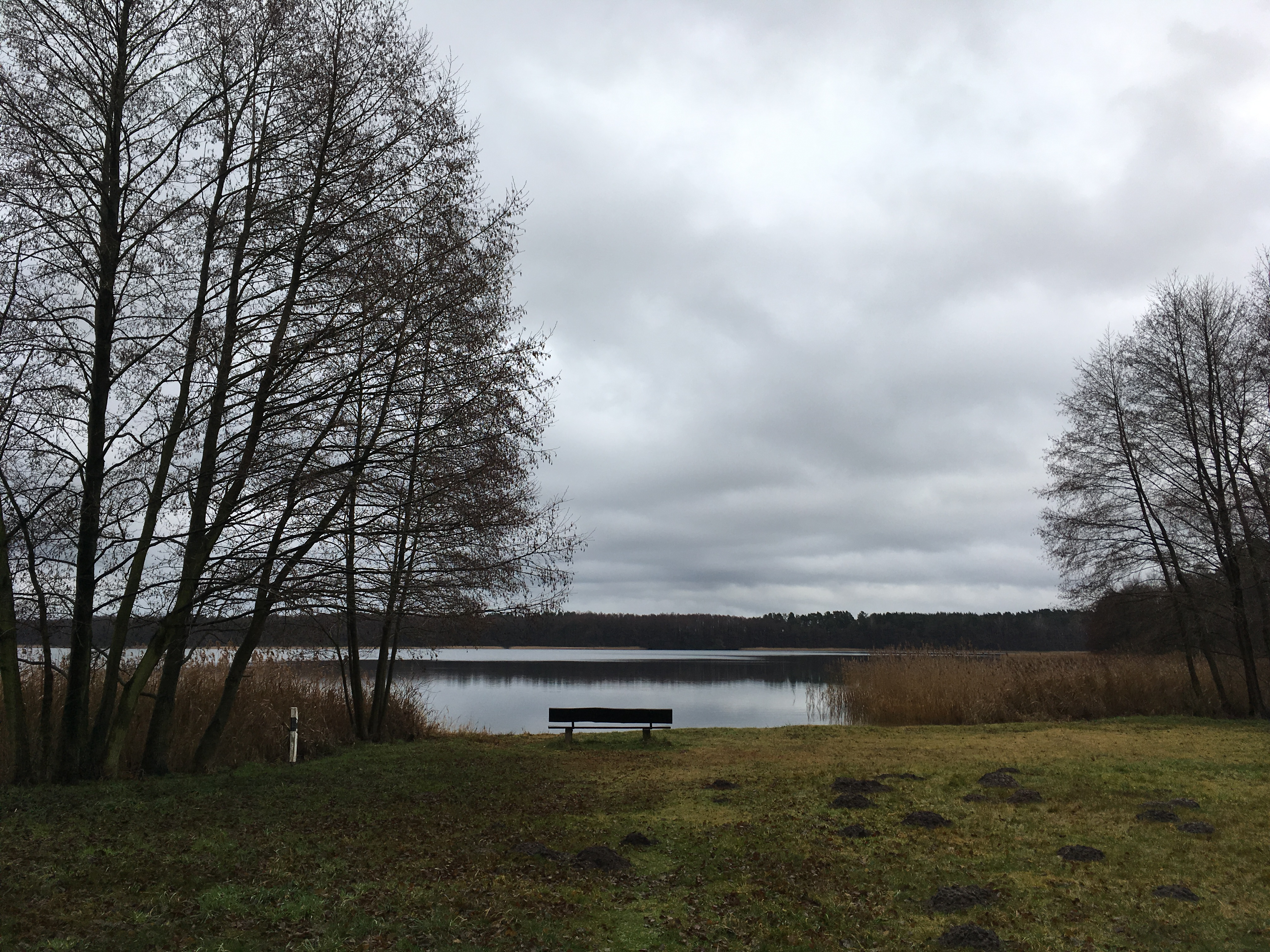
De Dranser See
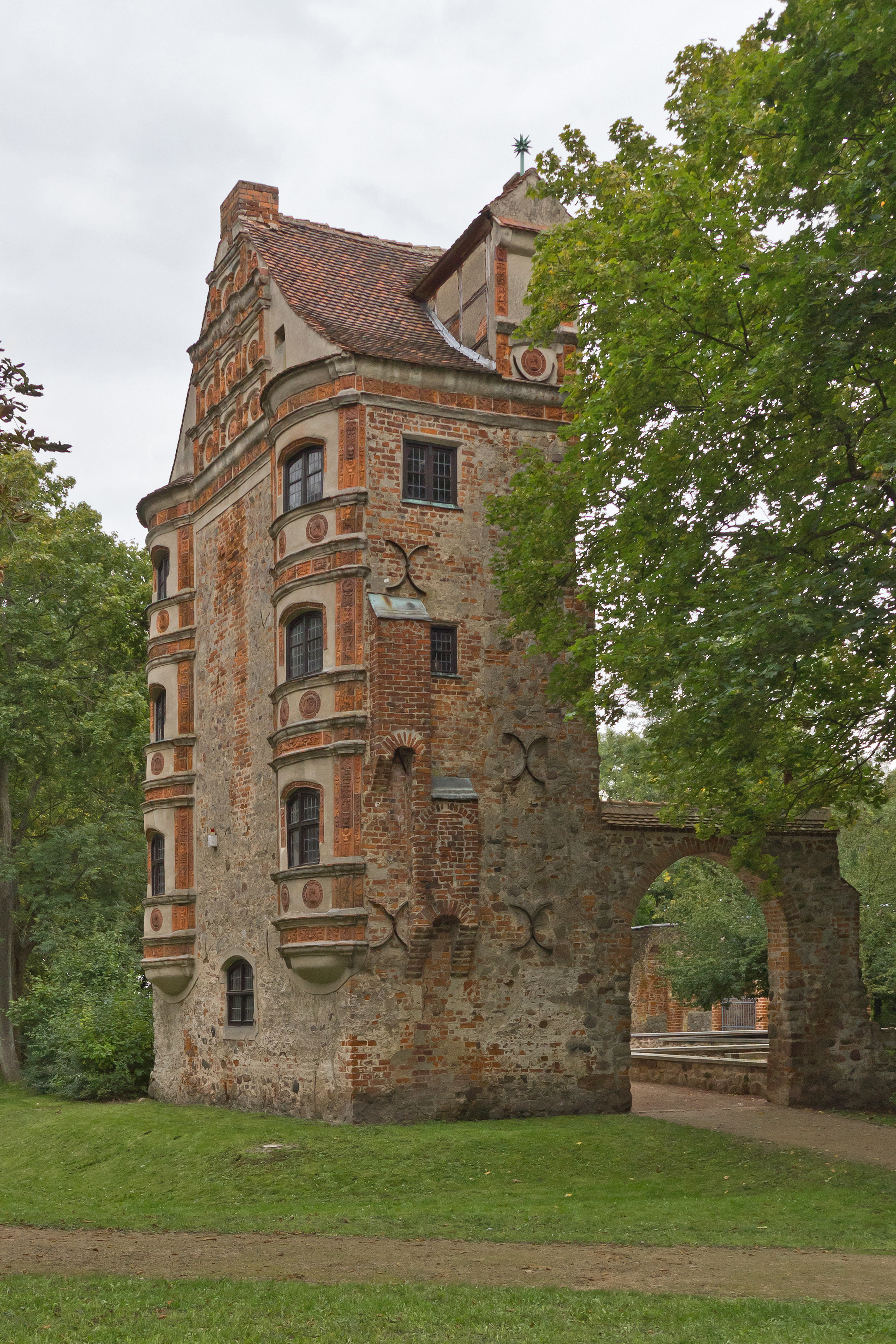
Het Alte Schloss (oude kasteel) van Freyenstein
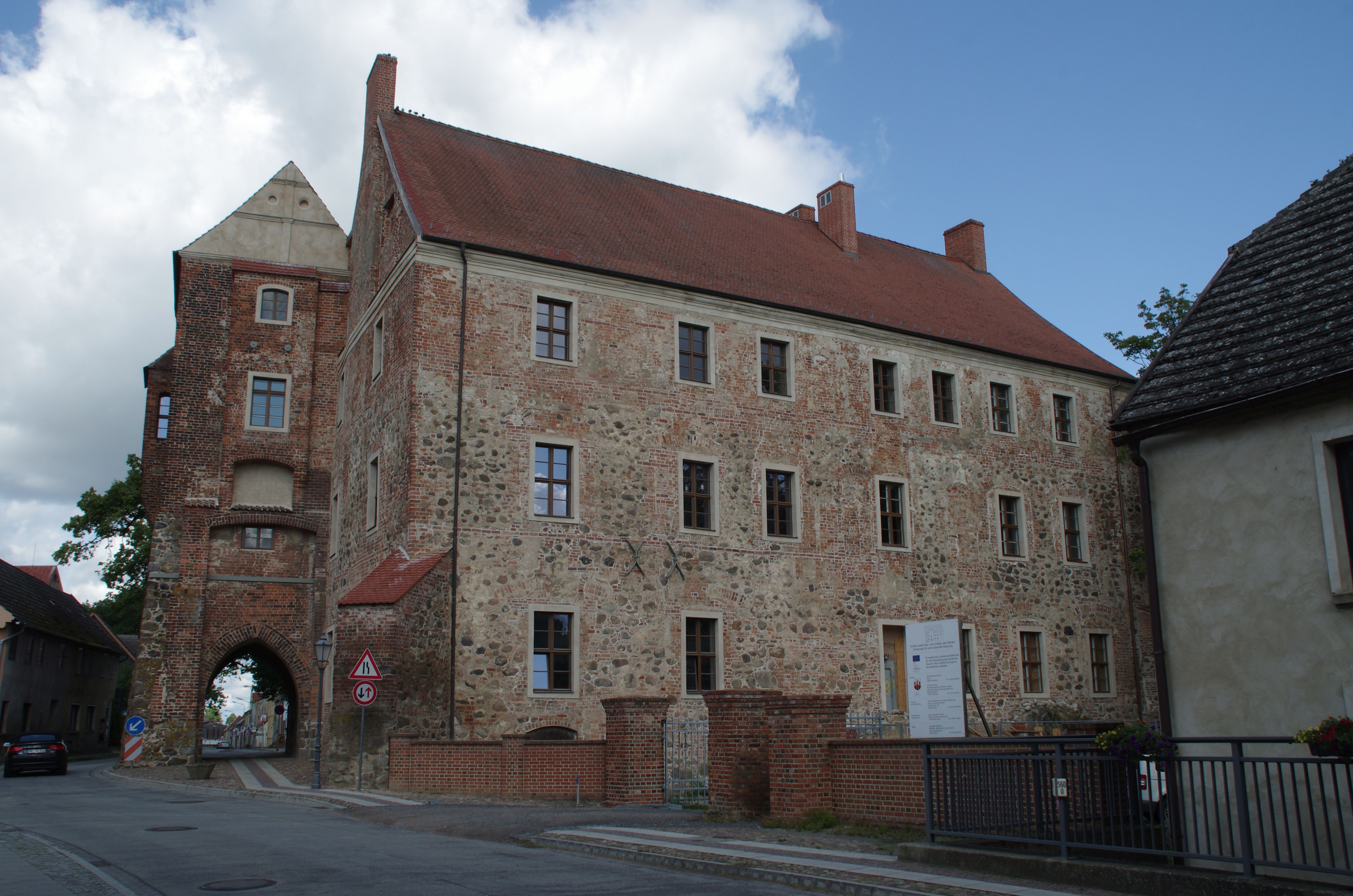
Het Neue Schloss (nieuwe kasteel) van Freyenstein
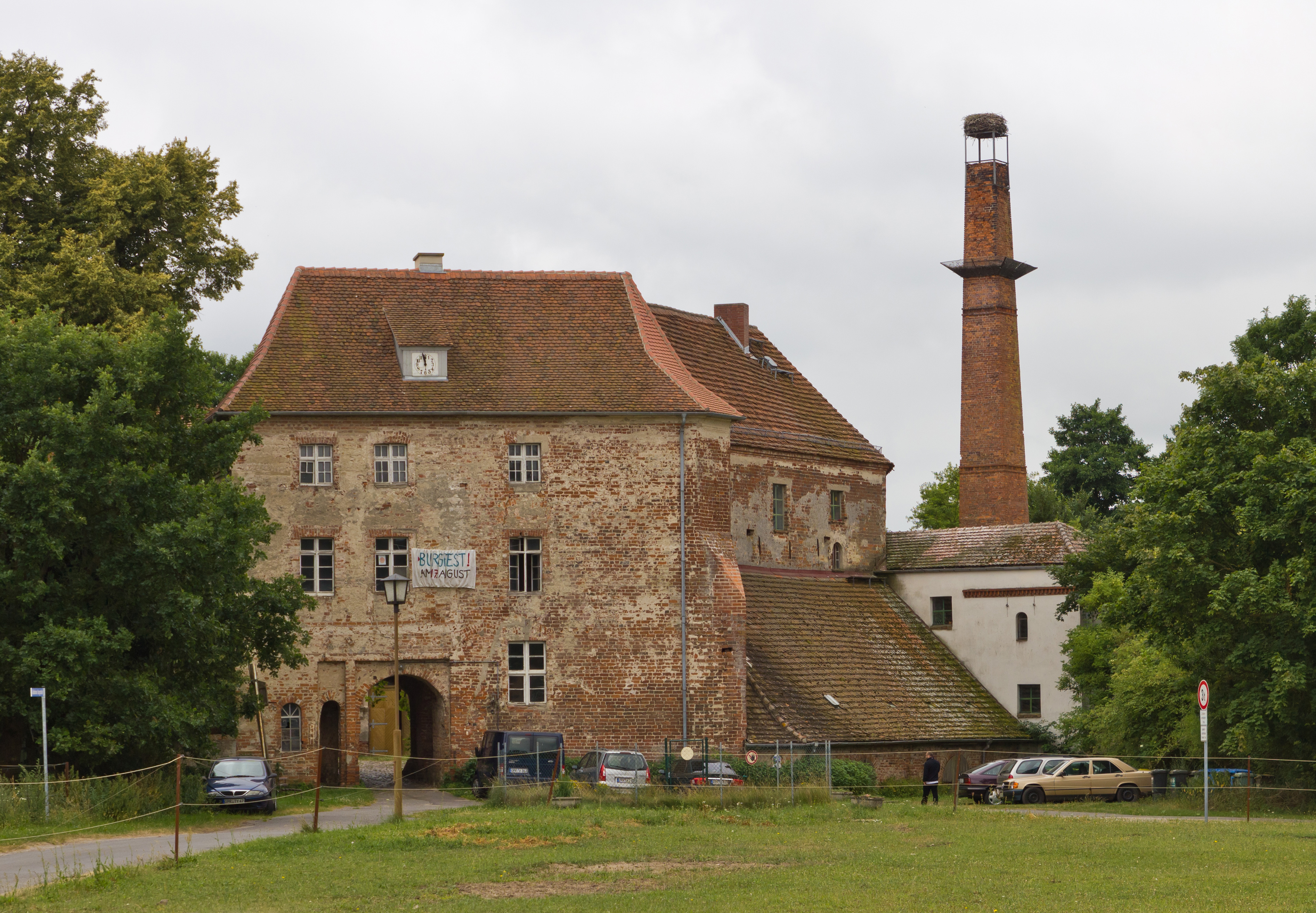
Kasteel Goldbeck

## Demografie
- Ontwikkeling van de bevolking sinds 1875 binnen de huidige grenzen (blauwe lijn: Bevolking; stippellijn: Vergelijking van de ontwikkeling van de bevolking van de deelstaat Brandenburg, Grijze achtergrond: tijdens de nazi-regering, Rode achtergrond: tijdens de communistische regering)
- Recente ontwikkeling van de bevolking (blauwe lijn) en prognoses

| Jaar | Inwoners |
| ---- | -------- |
| 1875 | 15 434   |
| 1890 | 15 366   |
| 1910 | 14 873   |
| 1925 | 15 045   |
| 1939 | 16 538   |
| 1950 | 20 700   |
| 1964 | 17 717   |

| Jaar | Inwoners |
| ---- | -------- |
| 1971 | 17 912   |
| 1981 | 19 022   |
| 1985 | 19 903   |
| 1990 | 20 056   |
| 1995 | 20 164   |
| 2000 | 17 985   |
| 2005 | 16 363   |

| Jaar | Inwoners |
| ---- | -------- |
| 2010 | 15 235   |
| 2015 | 14 380   |
| 2016 | 14 291   |
| 2017 | 14 283   |
| 2018 | 14 198   |
| 2019 | 14 131   |
| 2020 | 14 007   |

Gegevensbronnen worden beschreven in de Wikimedia Commons..

## Belangrijke personen in relatie tot de gemeente
- Ellen Strophal-Streidt (Wittstock/Dosse, 27 juli 1952), Oost-Duits atlete (Olympisch goud in 1976, 4 × 400 m estafette)

## Partnergemeentes
Wittstock/Dosse onderhoudt jumelages met:
- Höganäs in Zweden
- Rosenstadt Uetersen in de Kreis Pinneberg, Sleeswijk-Holstein, Duitsland.